# Cuộc xâm lược Nam Tư
Cuộc xâm lược Nam Tư (mật danh Chỉ thị 25 hay Chiến dịch 25), còn được biết đến với cái tên Chiến tranh tháng Tư (tiếng Serbia-Croatia: Aprilski rat, tiếng Slovene: Aprilska vojna), là cuộc tấn công của các quốc gia Phe Trục do Đức dẫn đầu, nhằm vào vương quốc Nam Tư trong Chiến tranh thế giới thứ hai, bắt đầu ngày 6 tháng 4 năm 1941. Mệnh lệnh tiến hành cuộc xâm lăng này được đưa ra trong bản "Chỉ thị Führer số 25" do Adolf Hitler ban hành ngày 27 tháng 3 năm 1941, ngay sau Cuộc đảo chính Nam Tư diễn ra cùng hôm đó.
Cuộc xâm lăng bắt đầu bằng một cuộc không kích ồ ạt nhằm vào thủ đô Beograd và các cơ sở của Không quân Hoàng gia Nam Tư (VVKJ) của lực lượng Luftwaffe (Không quân Đức) cùng với những đòn công kích của các lực lượng trên bộ Đức từ miền tây nam Bulgaria. Tiếp theo đó là những mũi tấn công của Đức từ Romania, Hungary và Đế chế thứ ba (phần lãnh thổ Áo ngày nay). Quân Ý chỉ tấn công hạn chế bằng không quân và pháo binh cho đến ngày 11 tháng 4, khi lục quân Ý tiến về phía Ljubljana (thuộc Slovenia ngày nay) và vượt qua Istria và Lika tiến xuống bờ biển Dalmatia. Cùng ngày hôm đó, các lực lượng Hungary tiến vào Bačka và Baranya. Cả Ý và Hungary đều hầu như không gặp phải sức kháng cự nào đáng kể. Một cuộc tấn công của Nam Tư nhằm vào phần phía bắc Albania do Ý bảo hộ thu được thắng lợi ban đầu, nhưng nó không đóng vai trò gì quan trọng do phần còn lại của các lực lượng Nam Tư đã sụp đổ.
Cuộc xâm lược kết thúc khi hiệp định đình chiến được ký ngày 17 tháng 4 năm 1941, dựa trên việc Lục quân Hoàng gia Nam Tư đầu hàng vô điều kiện, và có hiệu lực từ trưa ngày 18 tháng 4. Nam Tư sau đó đã bị các quốc gia phe Trục chiếm đóng và chia cắt. Một số khu vực bị sáp nhập vào các nước láng giềng phe Trục, một số tiếp tục bị chiếm đóng, và một số nhà nước bù nhìn của phe Trục như Nhà nước Độc lập Croatia (tiếng Serbia-Croatia: Nezavisna Država Hrvatska, hay NDH) đã được thành lập. Cuộc xâm lược Nam Tư cùng với Chiến tranh Hy Lạp-Ý, trận Hy Lạp (chiến dịch Marita) và trận Crete (chiến dịch Merkur) được gộp chung thành chiến dịch Balkan của Đức.

## Bối cảnh
Tháng 10 năm 1940, Phát xít Ý đã phát động cuộc chiến tranh xâm chiếm Hy Lạp nhưng cuối cùng đã bị quân Hy Lạp đánh bật trở lại lãnh thổ Albania. Nhà độc tài Đức Adolf Hitler nhận thấy rằng cần phải giúp đỡ người bạn đồng minh của mình, nhà độc tài Ý Benito Mussolini. Hitler làm điều này không chỉ để giúp cứu vãn thanh thế đang bị suy giảm của phe Trục, mà còn nhằm ngăn cản nước Anh sử dụng lãnh thổ Hy Lạp để ném bom các mỏ dầu Romania, nguồn cung cấp dầu mỏ chủ yếu của Đức Quốc xã.
Trong quá trình chuẩn bị can thiệp vào Hy Lạp, sau khi đã thành công bằng các hiệp định với Hungary, Romania và Bulgaria để họ nhanh chóng gia nhập theo phe Trục, Hitler bắt đầu gây áp lực để Nam Tư cùng tham gia vào Hiệp ước Ba bên. Hoàng tử Paul, nhiếp chính của Nam Tư, nhận thấy mình không còn đồng minh tại Balkan, đã nhượng bộ trước sức ép này, và vào ngày 25 tháng 3 năm 1941, Nam Tư đã gia nhập Hiệp ước Ba bên. Thế nhưng động thái này đã vấp phải sự phản đối từ giới sĩ quan quân sự chiếm ưu thế tại Serbia và một bộ phận công chúng, bao gồm phần lớn dân số Serbia và những người tự do, người cộng sản. Một cuộc đảo chính đã nổ ra ngày 27 tháng 3 năm 1941 do các sĩ quan quân đội Serbi chống đối Paul lãnh đạo, Paul đã bị lật đổ và thay thế bằng Quốc vương Peter II của Nam Tư.
Khi biết tin về cuộc đảo chính tại Nam Tư, Hitler vô cùng giận dữ và đã triệu tập các cố vấn quân sự của mình và tại Berlin ngày 27 tháng 3. Cùng ngày xảy ra cuộc đảo chính, ông ta đã ban hành Chỉ thị Führer số 25 trong đó coi Nam Tư như một nhà nước thù địch. Mặc dù những nhà cai trị mới của Nam Tư sẵn sàng tiếp tục tham gia Hiệp ước Ba bên, nhưng điều này đã không làm nguôi cơn giận của Hitler, bởi vì trên thực tế cuộc đảo chính này đã làm xóa bỏ chính sách ngoại giao thân Đức tiêu biểu ở Nam Tư. Hitler đã coi cuộc đảo chính này như một sự xúc phạm cá nhân, và ra lệnh "hủy diệt Nam Tư về mặt quân sự và với tư cách một quốc gia" (Jugoslawien militärisch und als Staatsgebilde zu zerschlagen), mà "không cần đợi tuyên bố có thể xảy ra về sự trung thành của chính phủ mới".
Ngày 1 tháng 4, Nam Tư đổi tên Bộ tư lệnh Xung kích thành Bộ tư lệnh Chetnik, sau khi các lực lượng du kích Serbia và Macedonia từ thời Chiến tranh thế giới thứ nhất chống đối lại chính quyền trung ương. Bộ tư lệnh này được dự định sẽ lãnh đạo một cuộc chiến tranh du kích trong trường hợp đất nước bị chiếm đóng. Tổng hành dinh của nó được chuyển từ Novi Sad đến Kraljevo ở nam trung Serbia vào ngày 1 tháng 4.
Ngày 2 tháng 4, đại sứ Đức đã được triệu về nước để "mạn đàm", các nhân viên sứ quán còn lại cũng được lệnh rời khỏi thu đô và cảnh báo cho các sứ quán của những quốc gia thân thiện tiến hành sơ tán tương tự. Đây là thông điệp không thể nhầm lẫn rằng đất nước Nam Tư sắp bị xâm chiếm. Hitler quyết định xâm lược Nam Tư trước khi tấn công Hy Lạp và trong khi tiếp tục chuẩn bị cho cuộc xâm lược Liên Xô, mặc dù Bộ tư lệnh Tối cao Đức đã cảnh báo rằng điều này sẽ làm chậm trễ ít nhất 4 tuần cuộc tấn công Liên Xô so với kế hoạch ban đầu.

### Hungary
Hungary đã gia nhập Hiệp ước Ba bên vào ngày 20 tháng 11 năm 1940. Trong tháng tiếp theo, vào ngày 12 tháng 12, họ cũng ký với Vương quốc Nam Tư một hiệp ước kêu gọi một sự "hòa bình vĩnh viễn và thân hữu đời đời". Giới lãnh đạo Hungary đã bị chia rẽ sau khi Chỉ thị Chiến tranh số 25 của Đức được ban hành ngày 27 tháng 3 năm 1941. Nhiếp chính Miklós Horthy và giới quân sự ủng hộ việc tham gia xâm chiếm Nam Tư và tiến hành động viên vào ngay hôm sau. Thủ tướng Pál Teleki tìm cách ngăn không cho quân Đức tiến qua lãnh thổ Hungary và trích dẫn hiệp định hòa bình với Nam Tư như một trở ngại trong việc hợp tác với Đức. Ngày 3 tháng 4, Chỉ thị Chiến tranh số 26 được ban hành nếu chi tiết kế hoạch tấn công và cơ cấu bộ chỉ huy cho cuộc xâm lăng, cũng như hứa hẹn những lãnh thổ mà Hungary sẽ giành được. Cùng ngày hôm đó, Teleki đã tự tử bằng súng. Tối hôm đó, Horthy, đang tìm kiếm một sự thỏa hiệp, đã thông báo cho Hitler biết rằng Hungary sẽ tuân thủ hiệp ước, mặc dù có vẻ như nó sẽ không còn hiệu lực nếu như Croatia ly khai và như vậy Nam Tư không còn tồn tại nữa. Kịch bản này đã được thực hiện sau khi Nhà nước Độc lập Croatia tuyên bố thành lập tại Zagreb ngày 10 tháng 4, và Hungary liền gia nhập cuộc chiến, cho quân đội vượt qua biên giới Nam Tư vào ngày hôm sau.

## Lực lượng hai bên

### Lực lượng phe Trục
Tập đoàn quân số 2 Đức là mũi nhọn của cuộc xâm chiếm, cùng với các thành phần của Tập đoàn quân số 12, một cụm quân thiết giáp và một quân đoàn thiết giáp độc lập, phối hợp với hỗ trợ áp đảo của Không quân Đức Luftwaffe. 19 sư đoàn Đức, bao gồm 5 sư đoàn thiết giáp, 2 sư đoàn bộ binh cơ giới và 2 sư đoàn sơn chiến. Lực lượng Đức còn có 3 trung đoàn bộ binh độc lập trang bị đầy đủ và có sự yểm trợ của 750 máy bay. Các Tập đoàn quân số 2 và số 9 của Ý đóng góp tổng cộng 22 sư đoàn và 666 máy bay cho chiến dịch. Tập đoàn quân số 3 Hungary cũng tham gia cuộc xâm lăng, với sự hỗ trợ có sẵn của hơn 500 máy bay.

### Các lực lượng vũ trang Hoàng gia Nam Tư
Các lực lượng Nam Tư bao gồm hơn 33 sư đoàn thuộc Lục quân Hoàng gia Nam Tư (Vojska Kraljevska Jugoslavije, VKJ), 4 lữ đoàn không quân thuộc Không quân Hoàng gia Nam Tư (Vazduhoplovstvo Vojske Kraljevine Jugoslavije, VVKJ) với hơn 400 máy bay, và Hải quân Hoàng gia Nam Tư (Kraljevska Jugoslovenska Ratna Mornarica, KJRM) còn nhỏ yếu chủ yếu gồm 4 tàu khu trục và 4 tàu ngầm đóng căn cứ trên bờ biển Adriatic và vài tàu chiến nhỏ trên sông Danube. VKJ bị phụ thuộc nhiều vào việc vận chuyển bằng sức động vật kéo, vào thời điểm cuộc xâm chiếm nổ ra mới chỉ được tổng động viên một phần, và chỉ có 50 xe tăng có thể giao chiến ngang với xe tăng Đức. VVKJ được trang bị một loạt máy bay theo thiết kế của Nam Tư, Đức, Ý, Pháp và Anh, bao gồm không đến 120 máy bay tiêm kích hiện đại.

#### Trang bị và tổ chức

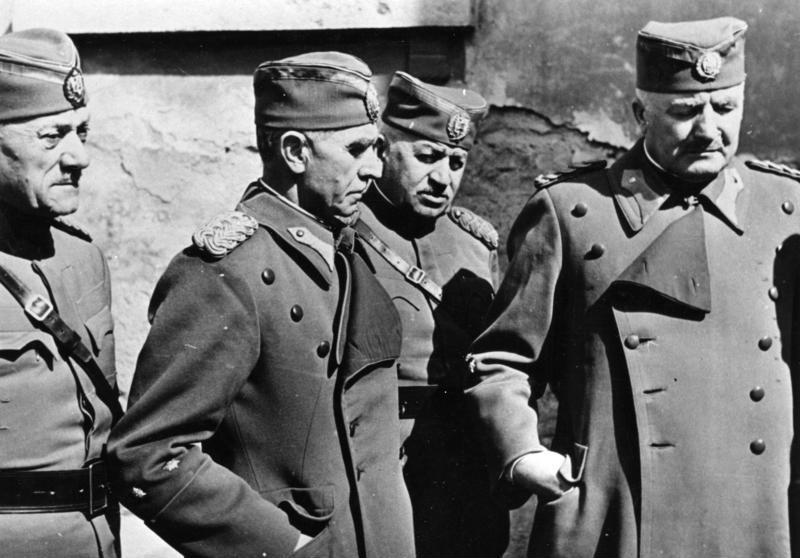
Các sĩ quan Nam Tư bị bắt làm tù binh, trước lúc bị đưa sang Đức.

Được thành lập sau Chiến tranh thế giới thứ nhất, Lục quân Hoàng gia Nam Tư phần lớn vẫn được trang bị bằng vũ khí và vật dụng từ thời kỳ đó, mặc dù đã bắt đầu được hiện đại hóa phần nào bằng các trang bị và xe cộ của Tiệp Khắc. Trong khoảng 4.000 khẩu pháo, nhiều khẩu đã cũ và dùng ngựa kéo, nhưng cũng có khoảng 1.700 khẩu tương đối hiện đại, bao gồm 812 súng chống tăng 37 li và 47 li của Tiệp Khắc. Còn có khoảng 2.300 súng cối, trong đó có 1.600 khẩu 81 li hiện đại, cùng với 24 khẩu 220 và 305 li. Trong số 940 pháo phòng không, có 360 khẩu là loại 15 và 20 li theo mẫu của Tiệp Khắc và Ý. Toàn bộ những vũ khí này là đồ nhập khẩu từ nhiều nguồn khác nhau, có nghĩa chúng thường không có cơ sở sửa chữa và bảo trì thích hợp. Những đơn vị cơ giới duy nhất là 6 tiểu đoàn bộ binh cơ giới trực thuộc 3 sư đoàn kỵ binh, 6 trung đoàn pháo binh cơ giới, 2 tiểu đoàn xe tăng với 110 chiếc xe tăng loại Renault FT-17 thời Chiến tranh thế giới thứ nhất và 54 chiếc xe tăng hiện đại Renault R35 của Pháp, cộng với một đại đội xe tăng độc lập có 8 pháo tự hành chống tăng SI-D của Tiệp Khắc. Khoảng 1.000 xe vận tải quân sự đã được nhập khẩu từ Hoa Kỳ trong những tháng ngay trước cuộc xâm lược.

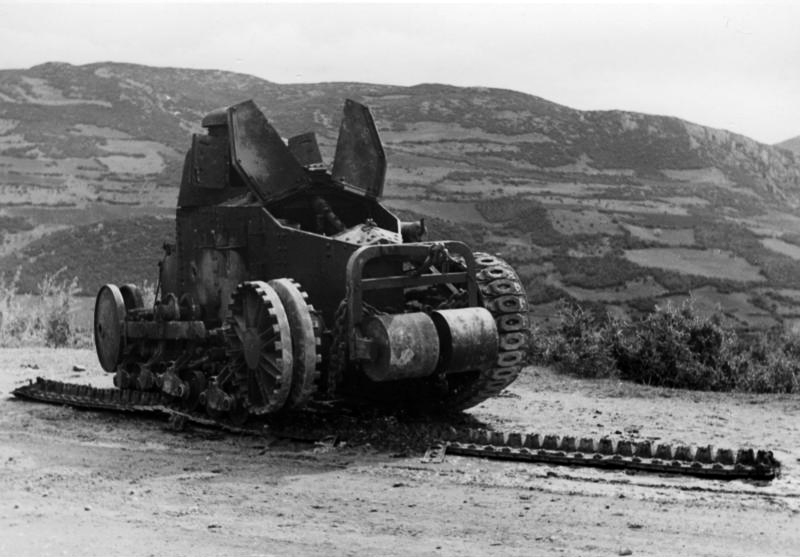
Xe tăng FT-17 của Nam Tư bị phá hủy.

Khi động viên toàn diện, Lục quân Hoàng gia Nam Tư có thể huy động 28 sư đoàn bộ binh, 3 sư đoàn kỵ binh và 35 trung đoàn độc lập ra chiến trường. Một đơn vị lính dù độc lập cấp đại đội, được thành lập cuối năm 1939, nhưng chưa sẵn sàng chiến đấu. Trong các trung đoàn độc lập, có 16 được bố trí tại các công sự dọc biên giới và 19 được tổ chức thành những trung đoàn kết hợp, gọi là "Odred", có quy mô một lữ đoàn tăng viện. Mỗi Odred có từ một đến ba trung đoàn bộ binh và một đến ba tiểu đoàn pháo binh, với ba đơn vị sơn chiến (alpine). Thế nhưng cuộc tấn công của Đức đã nổ ra trong khi quân đội còn đang động viên dở dang, và chỉ có khoảng 11 sư đoàn là đã ở đúng vị trí phòng thủ dự kiến của mình tại thời điểm bắt đầu cuộc chiến. Người Nam Tư đã trì hoãn việc tổng động viên cho đến ngày 3 tháng 4 để tránh làm mất lòng Hitler. Các đơn vị này có chỉ khoảng 70 đến 90 phần trăm sức mạnh thực tế do việc động viên đã không được hoàn thành. Lực lượng Lục quân Hoàng gia Nam Tư có vào khoảng 1.200.000 quân khi cuộc xâm lược của Đức được tiến hành.
Không quân Hoàng gia Nam Tư có 1.875 sĩ quan và 29.527 người thuộc các cấp bấc khác, bao gồm khoảng 2.000 phi công, với trên 450 máy bay ngoài tiền duyên ở trong nước (đáng chú ý là loại IK-3) có nguồn gốc từ Đức, Ý, Pháp và Anh, trong đó phần lớn là loại hiện đại. Lực lượng này được tổ chức thành 22 phi đội ném bom và 19 phi đội tiêm kích, những loại máy bay chính được dùng trong tác chiến, về tiêm kích gồm có 73 chiếc Messerschmitt Bf 109 E, 47 chiếc Hawker Hurricane I (phần nhiều được sản xuất hợp pháp tại Nam Tư), 30 chiếc Hawker Fury II, 11 chiếc Rogozarski IK-3 (cộng thêm nhiều chiếc đang chế tạo), 10 chiếc Ikarus IK-2, và 6 chiếc Rogozarski IK3 (cộng thêm cả số đang sản xuất); về ném bom có: 63 chiếc Dornier Do 17 K (bao gồm thêm 40 chiếc sản xuất có giấp phép), 2 chiếc Potez 63, 1 chiếc Messerschmitt Bf 110C-4 (bắt giữ được vào đầu tháng 4 do một sự cố điều hướng) và 1 chiếc Rogozarski R 313, 69 Dornier Do 17 K (trong đó có thêm 40 chiếc chế tạo hợp pháp), 61 chiếc Bristol Blenheim I (trong đó có khoảng 40 chiếc sản xuất hợp pháp) còn máy bay ném bom có 40 chiếc Savoia Marchetti SM-79 K. Các đơn vị trinh sát lục quân bao gồm 7 Nhóm với 130 máy bay ném bom hạng nhẹ Breguet 19 và Potez 25 đã lỗi thời. Ngoài ra còn có khoảng 400 máy bay huấn luyện và bổ trợ. Các đơn vị Không quân Hàng hải bao gồm 75 máy bay chia làm 8 phi đội, được trang bị, trong số nhiều loại phụ trợ khác, 12 chiếc Dornier Do 22 K và 15 chiếc Rogožarski SIM-XIV-H được thiết kế tại địa phương và các tàu bay có phao tuần tra hàng hải.
Máy bay của hãng hàng không Nam Tư Aeroput, bao gồm chủ yếu là 6 chiếc Lockheed Model 10 Electra, 3 chiếc Spartan Cruiser, và 1 chiếc de Havilland Dragon đã được huy động để tiến hành công tác vận tải cho không quân.
Hải quân Hoàng gia Nam Tư được trang bị 1 tuần dương hạm hạng nhẹ cũ kỹ từng là của Đức (chỉ thích hợp cho công tác huấn luyện), 1 khu trục hạm hiện đại lớn chỉ huy đội tàu do Anh thiết kế, 3 khu trục hạm hiện đại do Pháp thiết kế (2 chiếc đóng tại Nam Tư cộng với một chiếc khác vẫn đang sản xuất), 1 tàu tiếp liệu cho thủy phi cơ, 4 tàu ngầm hiện đại (2 chiếc cũ hơn do Pháp đóng, 2 chiếc do Anh đóng) và 10 tàu phóng ngư lôi động cơ hiện đại (MTB), trong số các tàu thuyền cũ có 6 tàu phóng ngư lôi hạng trung từng là của hải quân Áo, 6 tàu rải mìn, 4 tàu chiến thiết giáp lớn trên sông và nhiều tàu phụ khác.

#### Triển khai quân đội
Lục quân Hoàng gia Nam Tư được tổ chức thành 3 cụm Tập đoàn quân, cùng với các đội quân phòng thủ bờ biển. Cụm Tập đoàn quân số 3 là mạnh nhất với Tập đoàn quân số 3, Tập đoàn quân Địa phương số 3, các tập đoàn quân số 5 và 6 phòng thủ vùng biên giới với Romania, Bulgaria và Albania. Cụm Tập đoàn quân số 2 gồm các tập đoàn quân số 1 và số 2, phòng thủ khu vực nằm giữa Iron Gates và sông Drava. Cụm Tập đoàn quân số 1 gồm tập đoàn quân số 4 và số 7, bao gồm chủ yếu là quân Croatia, đóng tại Croatia và Slovenia để phòng thủ biên giới với Ý, Đức (lãnh thổ Áo) và Hungary. Sức mạnh của mỗi Tập đoàn quân ước tính hơi nhỉnh hơn so với một Quân đoàn.
Lục quân Hoàng gia Nam Tư được có cơ cấu cụ thể như sau:

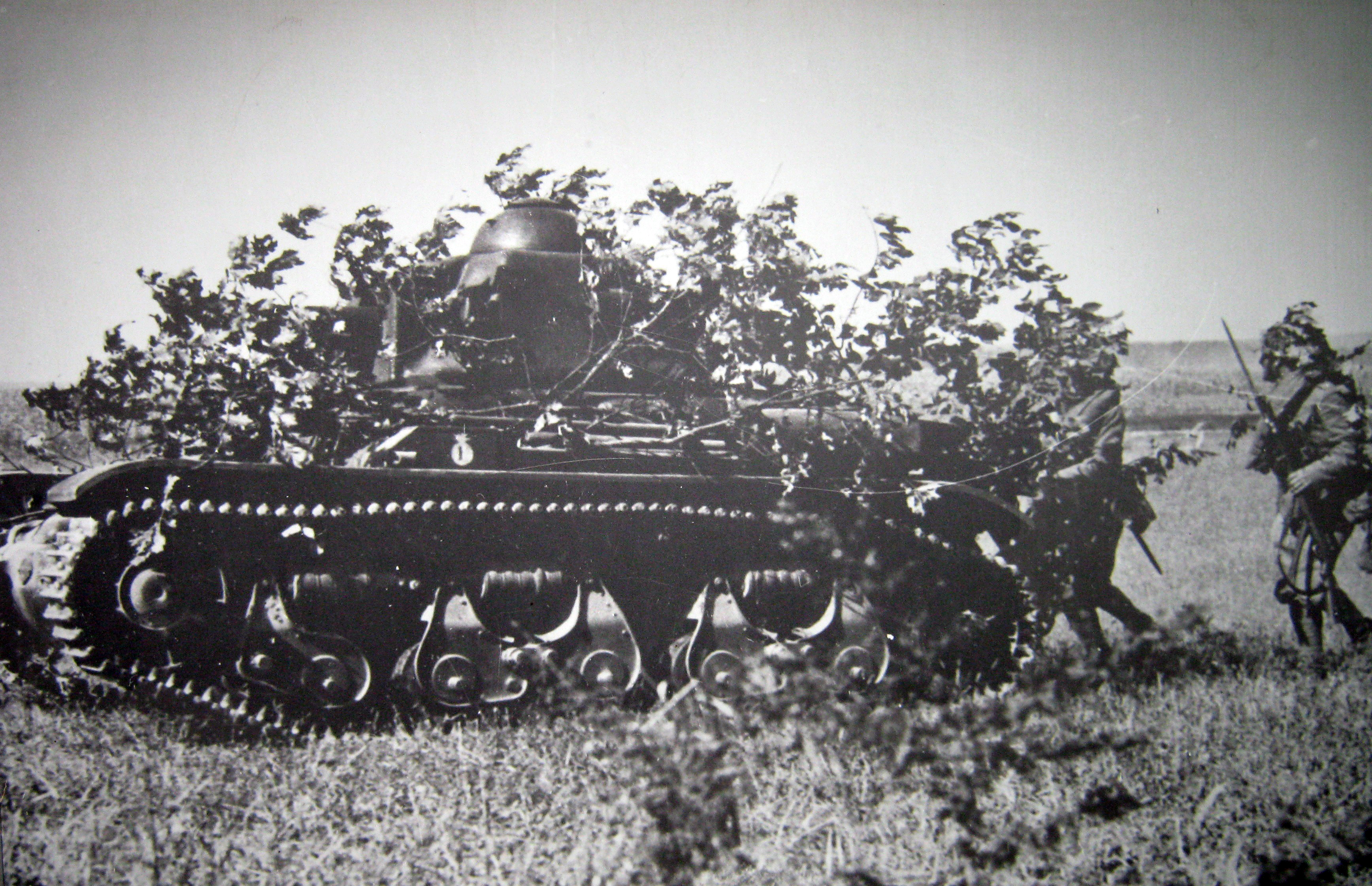
Một trong số 54 xe tăng Renault R35 mà lục quân Nam Tư đã mua lại của Pháp từ cuối thập niên 1930, đang tham gia cuộc tập trận năm 1940.

- Cụm Tập đoàn quân số 3, trong phiên chế có:
  - Tập đoàn quân số 3, gồm 4 sư đoàn bộ binh và 1 odred kỵ binh;
  - Tập đoàn quân Địa phương số 3, gồm 3 sư đoàn bộ binh và 1 trung đoàn pháo binh cơ giới độc lập;
  - Tập đoàn quân số 5, gồm 4 sư đoàn bộ binh, 1 sư đoàn kỵ binh, 2 odred và 1 trung đoàn pháo binh cơ giới độc lập;
  - Tập đoàn quân số 6, gồm 3 sư đoàn bộ binh, 2 lữ đoàn Cận vệ Hoàng gia (odred) và 3 odred bộ binh.
- Cụm Tập đoàn quân số 2, trong phiên chế có:
  - Tập đoàn quân số 1, gồm 1 sư đoàn bộ binh và 1 sư đoàn kỵ binh, 3 odred và 6 trung đoàn biên phòng;
  - Tập đoàn quân số 2, gồm 3 sư đoàn bộ binh và 1 trung đoàn biên phòng.
- Cụm Tập đoàn quân số 1, trong phiên chế có:
  - Tập đoàn quân số 4, gồm 3 sư đoàn bộ binh và 1 odred.
  - Tập đoàn quân số 7, gồm 2 sư đoàn bộ binh, 1 sư đoàn kỵ binh, 3 odred sơn chiến, 2 odred bộ binh và 9 trung đoàn biên phòng.
- Lực lượng dự bị chiến lược của "Bộ tư lệnh Tối cao" đóng tại Bosnia gồm có 4 sư đoàn bộ binh, 4 trung đoàn bộ binh độc lập, 1 tiểu đoàn xe tăng, 2 tiểu đoàn công binh cơ giới, 2 trung đoàn pháo binh cơ giới hạng nặng, 15 tiểu đoàn pháo binh độc lập và 2 tiểu đoàn pháo phòng không độc lập.
- Lực lượng Quốc phòng Duyên hải, trên bờ biển Adriatic đối diện Zadar bao gồm 1 sư đoàn bộ binh và 2 odred, cộng thêm các lữ đoàn pháo đài và các đơn vị phòng không tại Šibenik và Kotor.

Vào đêm trước của cuộc xâm lược, số lượng quần áo và giày dép có sẵn chỉ đủ cho khoảng chừng 2/3 các đội quân ngoài tiền tuyến và một phần nhỏ với các đạo quân khác, một số đồ tiếp tế thiết yếu khác hiện có chỉ đủ cho 1/3 quân ở tiền tuyến; đồ y tế và vệ sinh chỉ có thể dùng trong vài tuần lễ, và nguồn cung cấp thức ăn cho người và nuôi sống vật nuôi chỉ có đủ cho khoảng 2 tháng. Trong mọi trường hợp đều có rất ít, thậm chí là không có khả năng bổ sung đồ tiếp tế.

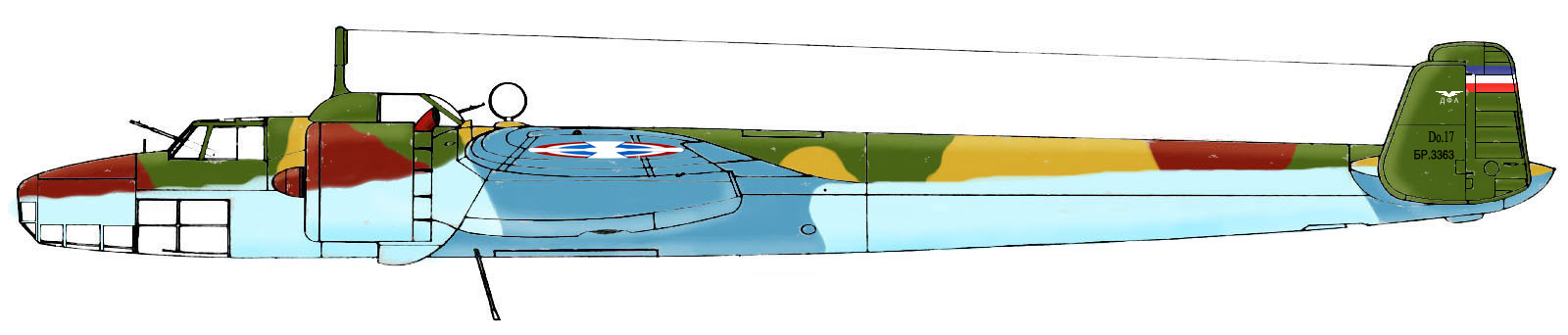
Máy bay Do 17K của Không quân Hoàng gia Nam Tư

Ngoài các vấn đề trang thiết bị không đầy đủ và việc động viên không được hoàn chỉnh, Lục quân Hoàng gia Nam Tư còn bị tổn hại do mâu thuẫn Serbi-Croatia trong nền chính trị Nam Tư. Lực lượng kháng chiến của "Nam Tư" trong cuộc xâm lược đã sụp đổ chỉ trong ngày một ngày hai, và nguyên nhân chính là do không ai trong nhóm các dân tộc lệ thuộc như Slovenia, Croatia được chuẩn bị để chiến đấu trong hệ thống quốc phòng của nước Nam Tư do Serbia lãnh đạo. Ngoài ra, để người Slovenia không cảm thấy mình bị bỏ rơi, hệ thống phòng thủ đã được xây dựng tại biên giới phía bắc Nam Tư trong khi tuyến phòng thủ tự nhiên lại nằm xa hơn nhiều về phía nam, dựa trên các con sông Sava và Drina. Cuộc kháng chiến duy nhất có hiệu quả là của toàn thể các đơn vị Serbia trong phạm vi biên giới của Serbia. Quân Đức tiến đến theo phía tây bắc từ Skopje đã bị cầm chân tại đèo Kacanik và mất nhiều xe tăng. Nghiêm trọng nhất là vào ngày 10 tháng 4 năm 1941, hệ thống phòng thủ của Nam Tư đã bị tổn hại nghiêm trọng khi một số đơn vị thuộc tập đoàn quân số 4 và số 7 có người Croatia đã làm binh biến, và cùng ngày hôm ấy một chính phủ mới thành lập của Croatia đã hoan nghênh quân Đức tiến vào Zagreb. Bộ tổng tham mưu Serbia đã thống nhất về vấn đề coi Nam Tư là một "Đại Serbia", và bằng cách này hay cách khác, do Serbia cai trị. Vào đêm trước của cuộc xâm lược, có 165 tướng lĩnh trong danh sách tại ngũ của Nam Tư, trong đó gần như toàn bộ (chỉ trừ 4 người) đều là người Serbi.

## Diễn biến

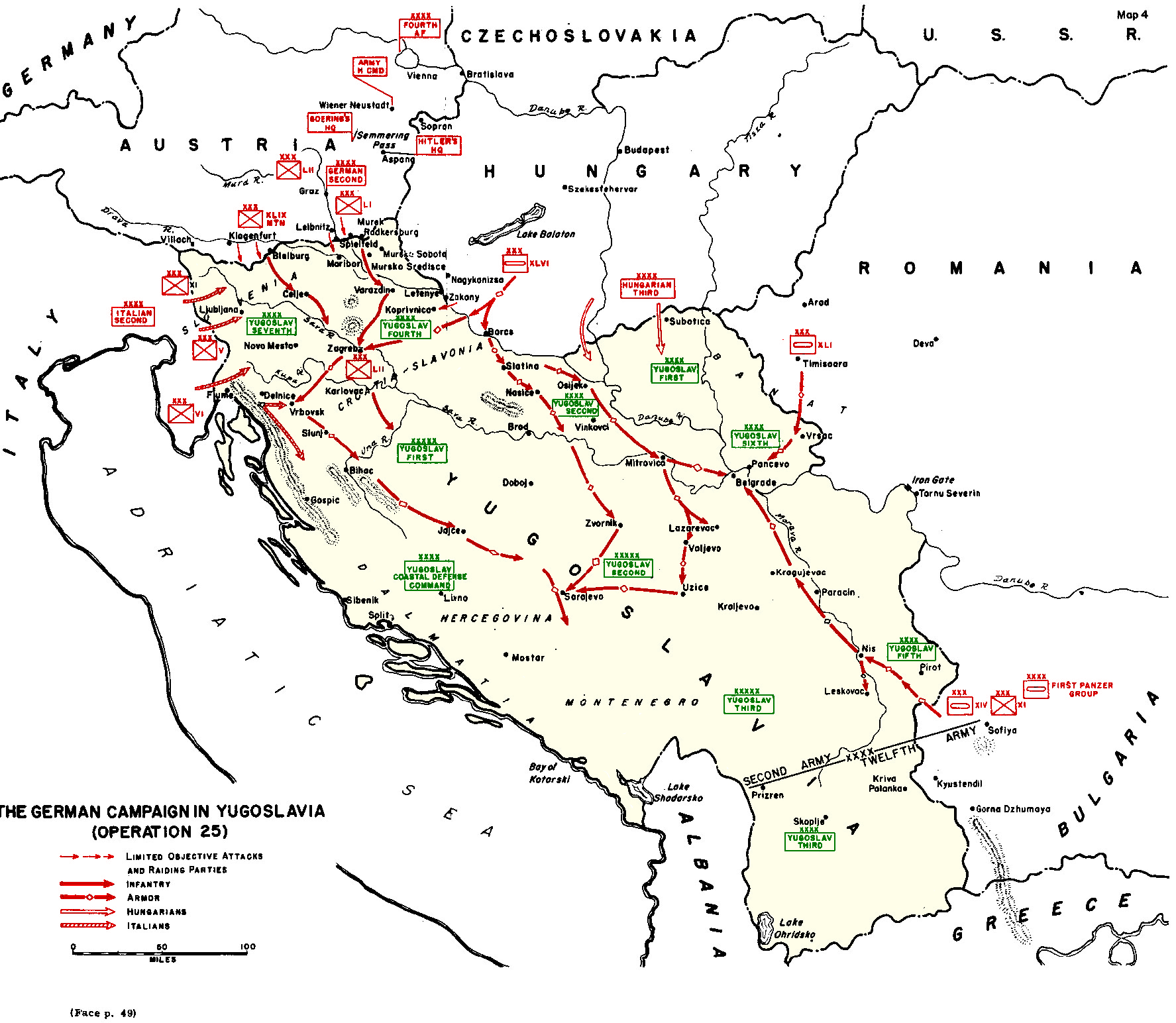
Bản đồ cuộc tấn công của phe Trục.

Mở màn ngày 6 tháng 4 năm 1941, quân đội các nước phe Trục bắt đầu tấn công Nam Tư từ mọi hướng và không quân Đức (Luftwaffe) ném bom xuống Beograd. Quân đội Đức là lực lượng đầu tiên băng qua biên giới tại Hungary và quân Ý tiếp bước vài ngày sau đó.
Giáo sư Jozo Tomasevich và một số người khác chia cuộc xâm chiếm và chiến sự tổng hợp thành hai giai đoạn. Giai đoạn thứ nhất, từ ngày 6 đến 10 tháng 10, bao gồm cuộc không kích của Luftwaffe tàn phá thủ đô Beograd cùng các sân bay của Không quân Hoàng gia Nam Tư trong ngày 6 tháng 4, và một mũi tấn công ban đầu của Quân đoàn Thiết giáp số 40 của Đức từ Bulgaria tiến về Skopje mở màn cùng ngày hôm đó, tiếp theo đó là cuộc tấn công của Quân đoàn Thiết giáp số 14 Đức từ Bulgaria tiến về Niš ngày 8 tháng 4. Ngày 10 tháng 4, có thêm 4 mũi tiến công nhằm vào Lục quân Nam Tư; Quân đoàn Thiết giáp số 41 từ Romania tiến về Beograd, Quân đoàn Thiết giáp số 46 từ Hungary vượt sông Drava, Quân đoàn Bộ binh số 51 từ Áo tiến về Zagreb, và Quân đoàn Sơn chiến số 49 từ Áo tiến về Celje. Cuối ngày hôm đó, Lục quân Nam Tư đã tan rã, và rút chạy hoặc đầu hàng ở khắp mọi nơi trên đất nước, ngoại trừ các lực lượng tại biên giới Albania. Giai đoạn 2 bắt đầu khi Ý và Hungary tham gia cuộc tấn công trên bộ vào ngày 11 tháng 4. Tập đoàn quân số 2 Ý khởi đầu bằng việc tấn công từ miền đông bắc Ý nhằm hướng Ljubljana và tiến xuống bờ biển Dalmatia, hầu như không gặp phải sự kháng cự nào. Cùng ngày hôm đó, Tập đoàn quân số 3 của Hungary vượt biên giới Nam Tư và tiến về Novi Sad, và cũng giống như người Ý, họ không gặp phải sức kháng cự nào đáng kể. Ngày 12 tháng 4, quân Đức chiếm được Beograd, và Ljubjana rơi vào tay quân Ý. Trong các ngày 14 và 15 tháng 4, Quốc vương Peter cùng chính phủ lên máy bay rời khỏi đất nước, và Bộ tư lệnh Tối cao Nam Tư bị quân Đức bắt ở gần Sarajevo. Văn kiện đầu hàng được ký vào ngày 17 tháng 4, và bắt đầu có hiệu lực vào trưa ngày 18 tháng 4.
Sa hoàng Boris III đã trốn tránh việc đưa quân Bulgaria tham chiến bằng cách tuyên bố rằng toàn bộ lực lượng chủ chốt của mình đang phòng giữ bên sườn của Tập đoàn quân số 12 Đức trước quân Thổ Nhĩ Kỳ. Cũng tương tự, trong khi lãnh thổ Romania là một bàn đạp cho các lực lượng Đức, thì lại không có đội quân Romania nào góp phần vào cuộc tấn công.

### Oanh tạc Beograd
Tập đoàn quân Không quân số 4 của Đức (Luftflotte 4), với một lực lượng gồm 7 đội hình tác chiến (Kampfgruppen), đã được huy động cho chiến dịch tại Balkan. Hitler tức giận trước hành động "thách thức" của Nam Tư, đã ra lệnh tiến hành Chiến dịch Trừng phạt (Unternehmen Strafgericht). Vào lúc 7 giờ sáng ngày 6 tháng 4, Luftwaffe mở đầu cuộc tấn công Nam Tư bằng một đòn ném bom dồn dập tại thủ đô Beograd. Từ các sân bay ở Áo và Romania, 300 máy bay Đức bay thành nhiều kíp, trong đó 1/4 là loại Junkers Ju 87, được hộ tống bằng các máy bay tiêm kích hạng nặng đã bắt đầu tấn công. Các máy bay ném bom bổ nhào đã đập tan sự kháng cự của hệ thống phòng không Nam Tư, trong khi các máy bay ném bom hạng trung, chủ yếu là loại Dornier Do 17 và Junkers Ju 88 tiến đánh thành phố. Cuộc tấn công đầu tiên được thực hiện làm thành 3 đợt riêng biệt, mỗi đợt cách nhau khoảng 15 phút và kéo dài xấp xỉ 20 phút. Như vậy, cả thành phố đã phải hứng chịu một trận mưa bom trong vòng gần một tiếng rưỡi đồng hồ. Các máy bay ném bom Đức tập trung nhằm vào khu vực trung tâm thành phố, nơi có các tòa nhà chủ yếu của chính phủ.

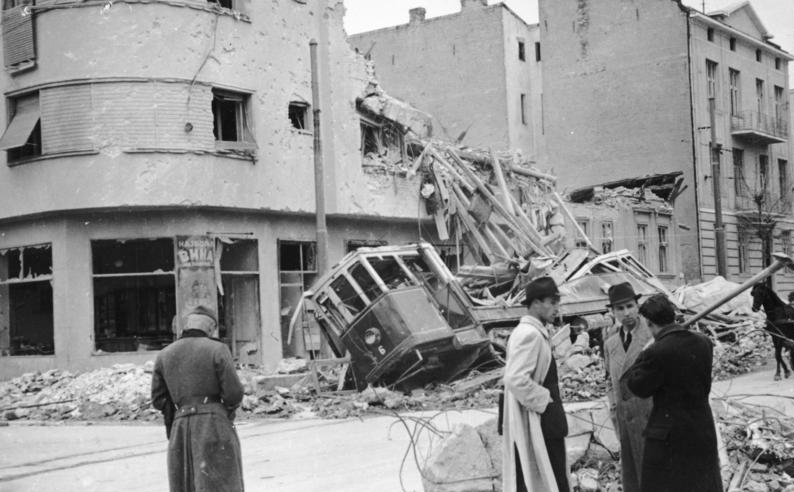
Một góc Beograd đổ nát sau cuộc oanh tạc.

Các đội hình Kampfgruppen máy bay ném bom tầm trung còn tiếp tục đánh phá thành phố trong nhiều ngày trong khi các Không đoàn ném bom bổ nhào Stuka (Stukageschwader) đã nhanh chóng chuyển hướng nhằm vào các sân bay Nam Tư.
Khi cuộc tấn công kết thúc, có khoảng 4.000 người dân nằm chết dưới đống đổ nát. Cuộc oanh tạc đã gần như cắt đứt hoàn toàn khả năng liên lạc giữa Bộ chỉ huy Nam Tư và các lực lượng ngoài mặt trận. Mặc dù vây hầu hết các bộ phận của Bộ Tổng tham mưu đã tìm cách trốn thoát được ra vùng ngoại ô.
Sau đòn tấn công trí mạng ngay tại trung tâm đầu não của đối phương, Luftwaffe giờ đã có thể huy động tối đa nỗ lực của mình vào các mục tiêu quân sự của Nam Tư như sân bay, các tuyến liên lạc, trại lính, và hỗ trợ chặt chẽ cho các hoạt động trên bộ của lục quân Đức.
Không quân Hoàng gia Nam Tư thiết lập lực lượng máy bay đánh chặn phòng thủ Beograd với 6 phi đội thuộc các Cụm tiêm kích số 32 và 51 để chặn đánh mỗi đợt không kích, và đến hết ngày, 4 phi đội thuộc các Cụm tiêm kích số 31 và 52, đóng tại miền trung Serbia, cũng tham chiến. Những chiếc tiêm kích Messerschmitt Bf 109, Hawker Hurricane và Rogožarski IK-3 đã lập thành tích bắn hạ ít nhất 20 máy bay ném bom và tiêm kích hộ tống đối phương trong ngày 6 tháng 4, và thêm một tá nữa bị tiêu diệt ngày 7 tháng 4. Trong cuộc phòng thủ vô vọng của Không quân Hoàng gia Nam Tư trên bầu trời Beograd, họ bị thiệt hại vào khoảng 20 máy bay tiêm kích bị bắn hạ và 15 chiếc khác bị thương.

### Ba mũi tiến công vào thủ đô Nam Tư
Bộ tư lệnh Anh, Hy Lạp và Nam Tư dự định sử dụng Niš làm chủ chốt trong nỗ lực ngăn cản quân Đức tại Balkan và đó là lý do tại sao địa phương này rất quan trọng. Khi quân Đức đột phá qua quân khu này – một khu vực thiết yếu để có thể duy trì sự ổn định của mặt trận – thì Bộ Tư lệnh Tối cao Nam Tư đã huy động nhiều lực lượng từ nguồn dự trữ chiến lược, trong đó có Sư đoàn Kỵ binh số 2, nhưng họ bị Luftwaffe đánh phá ác liệt trong quá trình di chuyển ra mặt trận và không đơn vị nào đến được với số lượng thực tế cả.
Trên bộ, phe Trục chia lực lượng thành 3 mũi tấn công riêng biệt cùng tiến về Beograd từ 3 hướng khác nhau. Tiếp cận Niš ngay từ những đòn tấn công ban đầu từ lãnh thổ Bulgaria đã phá vỡ tuyến phòng thủ của Nam Tư, Quân đoàn Thiết giáp số 14 của Đức đã tiến lên phía bắc nhằm hướng Beograd. Quân đoàn Thiết giáp số 46 Đức đã từ Áo tiến qua đồng bằng Slavonian để tấn công Beograd từ phía tây, trong khi Quân đoàn Thiết giáp số 41 đe dọa thành phố này từ hướng bắc sau khi mở cuộc tấn công từ lãnh thổ Romania và Hungary. Đến ngày 11 tháng 4, Nam Tư bị các đội hình thiết giáp Đức tấn công đan chéo và cuộc kháng cự duy nhất còn lại là một nòng cốt chủ chốt của Lục quân đóng quanh thủ đô. Sau 1 ngày giao chiến ác liệt, các lực lượng thiết giáp Đức đã đột phá qua tuyến phòng thủ này của Nam Tư và Beograd bị chiếm đóng vào đêm ngày 12 tháng 4.

#### Cụm Thiết giáp số 1 (Tập đoàn quân số 12)

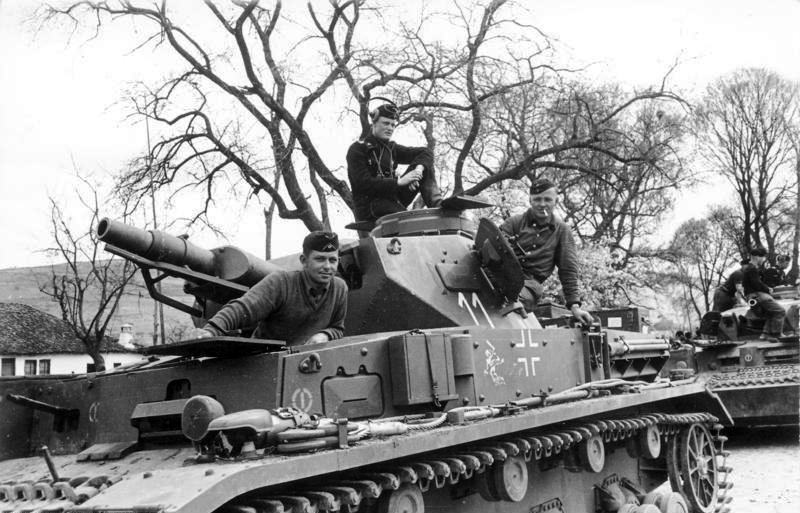
Xe tăng Panzer IV thuộc Sư đoàn Thiết giáp số 11 của Đức đang tiến vào Nam Tư từ phía Bulgary, một phần của tập đoàn quân số 12 Đức.

Sáng sớm ngày 8 tháng 4, Cụm Thiết giáp số 1 thuộc Tập đoàn quân số 12 của Đức bắt đầu tấn công từ khu vực tập kết ở đông bắc Sofia. Vượt qua biên giới đoạn gần thị trấn Pirot, Quân đoàn Thiết giáp số 14, dẫn đầu bởi Sư đoàn Thiết giáp số 11, rồi đến các Sư đoàn Thiết giáp số 5, sư đoàn bộ binh số 294 và sư đoàn sơn chiến số 4, đã tiến the hướng tây về phía Niš. Bộ tư lệnh các nước Anh, Hy Lạp và Nam Tư dự định sử dụng Niš làm căn cứ để tiêu hao lực lượng của Đức tại Balkan và do đó vị trí này giữ một vai trò rất quan trọng. Bộ chỉ huy Tối cao Nam Tư đã điều động đến đây lực lượng dự bị của mình, trong đó có sư đoàn bộ binh số 2, nhưng lực lượng này đã bị Không quân Đức tấn công làm cản trở trong quá trình tiến ra mặt trận.
Mặc dù gặp phải thời tiết không thuận lợi, nhiều đường sá bị chặn, và sự kháng cự ngoan cường của Tập đoàn quân số 5 (Nam Tư), cũng như các cuộc không kích của Không quân Hoàng gia Nam Tư, Sư đoàn Thiết giáp số 11, với sự yểm trợ đắc lực bằng lực lượng pháo binh và không quân mạnh, đã nhanh chóng tiến sâu và phá vỡ các phòng tuyến của đối phương ngay trong ngày đầu tên tấn công. Tư lệnh Cụm tập đoàn quân số 3 Nam Tư, tướng Milan Nedić bị ấn tượng mạnh trước những thắng lợi đầu tiên của Đức đến nỗi ông ta đã ra lệnh cho lực lượng của mình phải rút về sau vùng Morava. Cuộc hành quân này cuối cùng đã không được thực hiện, vì vào sớm ngày 9 tháng 4, lực lượng xe tăng đi đầu của Đức đã tràn vào Niš và lập tức tiếp tục tiến về Beograd. Từ Niš trở về phía tây, địa hình trở nên thuận lợi hơn và các đội hình thiết giáp Đức đã có thể tiến qua thung lũng Morava bằng mọi đường để đến thủ đô của Nam Tư.
Ở phía nam Paraćin và tây nam Kragujevac, tập đoàn quân số 3 Nam Tư đã cố gắng để ngăn chặn đã tiến công của Đức nhưng đã nhanh chóng bị đánh tan sau vài trận chiến kịch liệt. Hơn 5.000 tù binh Nam Tư đã bị bắt trong cuộc chạm trán này.
Cùng lúc này, Sư đoàn Thiết giáp số 5 đang tạm thời bị sa lầy dọc theo những con đường tồi tệ ở gần Pirot. Sau khi sư đoàn này tiến quân trở lại, nó được lệnh chuyển hướng về phía nam ngay phía dưới Niš và cắt đường rút lui của lực lượng đối phương xung quanh Leskovac. Khi mà mặt trận Niš đã chắc chắn là sắp sụp đổ, Sư đoàn Thiết giáp số 5 quay lại nằm dưới quyền trực tiếp của Tập đoàn quân 12 và gia nhập Quân đoàn Thiết giáp số 4 tham dự chiến dịch Hy Lạp.
Ngày 10 tháng 4 Quân đoàn Thiết giáp số 14 đã nhanh chóng tiến qua thung lũng Morava và truy kích sát nút các đơn vị đối phương đang rút về thủ đô. Ngày hôm sau các mũi nhọn tấn công Đức đã bất ngờ tràn vào cánh nam của tập đoàn quân số 6 Nam Tư đang rút lui, và đè bẹp họ trong những giờ đầu tiên của ngày 12 tháng 4. Đến tối, các xe tăng thuộc Cụm Thiết giáp số 1 chỉ còn cách Beograd không đến 40 dặm về phía đông nam. 2 tập đoàn quân của Nam Tư mà họ phải đối đầu đang ở trong tình trạng hỗn loạn đến nỗi không thể tiến hành một cố gắng nghiêm chỉnh nào nhằm ngăn cản mũi tiến công hay cắt đứt tuyến liên lạc của Đức - vốn đã trải dài 125 dặm trên một địa hình gồ ghề từ địa điểm tiến vào lãnh thổ Nam Tư.

#### Quân đoàn Thiết giáp số 41 (lực lượng độc lập)
Đã tính toán để trùng khớp với mũi tiến công thiết giáp của Quân đoàn Thiết giáp số 14 từ hướng đông nam đến, Quân đoàn Thiết giáp số 41 đã tràn qua phần phía đông nam vùng Banat và tiến về thủ đô Nam Tư. Mũi nhọn của cuộc tấn công này là trung đoàn bộ binh Đại Đức, theo sát phía sau là sư đoàn SS số 2 Đế chế. Sau khi vượt biên giới đoạn phía bắc Vršac, các đơn vị đi đầu đã tiến vào Pančevo ngày 11 tháng 4. Cùng lúc này, bộ phận chủ yếu của Quân đoàn Thiết giáp 41 chỉ còn cách Beograd khoảng 45 dặm về phía bắc và chỉ gặp phải những sự kháng cự riêng rẽ vào ngày hôm sau trong cuộc đua tiến về thủ đô đối phương.

#### Quân đoàn Thiết giáp số 46 (Tập đoàn quân số 2)
Khi không quân Đức mở các cuộc oanh tạc ngày 6 tháng 4, tập đoàn quân số 2 Đức cũng bắt đầu tập hợp lực lượng tấn công dọc theo biên giới phía bắc Nam Tư để chuẩn bị cho cuộc tấn công dự kiến của mình vào ngày 10 tháng 4. Trong một nỗ lực nhằm nâng cấp các tuyến khởi hành, một vài đơn vị của tập đoàn quân số 2 đã tận dụng thời kỳ chuyển tiếp này bằng cách mở các cuộc tấn công có giới hạn về mục tiêu dọc theo toàn tuyến biên giới. Các viên chỉ huy quân đội đã phải kìm chế lực lượng của mình để ngăn ngừa những đụng độ lớn phát triển sớm trước thời hạn, điều có thể làm mất đi sự tự do hoạt động sau này của quân đội và gây nguy hại đến diễn biến chiến dịch.

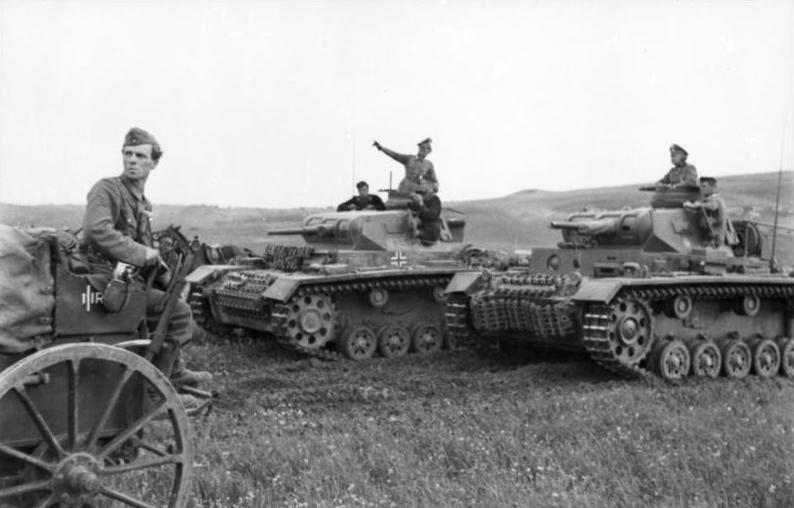
Xe tăng Panzer III của Đức tại chiến trường Nam Tư

Bộ tư lệnh Lục quân Đức đã nhất quyết là phải chiếm giữ nguyên vẹn các cây cầu chính yếu trong khu vực của Quân đoàn Thiết giáp 46. Bởi vậy, sớm ngày 1 tháng 4, các bộ phận trong quân đoàn đã được lệnh chiếm cứ chớp nhoáng cây cầu tại Bares và chiếc cầu có đường xe lửa cách Koprivoica khoảng 10 dặm về phía đông bắc.
Đến chiều ngày 6 tháng 4, sức kháng cự yếu ớt của đối phương và tình hình nói chung dường như chỉ ra rằng Nam Tư sẽ không tiến hành phối hợp chiến đấu dọc biên giới và do đó Quân đoàn Thiết giáp 46 đã được lệnh thiết lập các đầu cầu bắc qua sông Mur và sông Drava tại Mursko Središće, Letenye, Zakany, và Barcs. Chỉ vài cuộc tấn công cục bộ do quân đoàn thực hiện cũng đã đủ tạo nên mối bất đồng trong hàng ngũ quân địch. Có một tỷ lệ lớn người Croatia trong các đơn vị thuộc tập đoàn quân số 4 Nam Tư chịu trách nhiệm phòng thủ khu vực này. Binh lính Croatia đã nổi loạn tại nhiều điểm thuộc khúc lồi Drava, từ chối chống lại quân Đức mà họ coi như những người giải phòng cho họ khỏi ách áp bức của người Serbi. Khi lực lượng hùng mạnh của Đức vượt qua cầu Drava tại Bares sáng ngày 10 tháng 4 và vượt qua những đầu cầu được lập trước đó, sự tan rã của lực lượng đối kháng Nam Tư đã bước sang giai đoạn cao trào. Được hỗ trợ mạnh mẽ từ phía không quân, Sư đoàn Thiết giáp số 8, sau đó là sư đoàn bộ binh cơ giới số 16, đã mở đầu mũi tiến công của Quân đoàn Thiết giáp 46 vào Beograd bằng cách tràn về phía đông nam qua khoảng giữa sông Drava và sông Sava. Đến tối 10 tháng 4 các đơn vị tiên phong của Sư đoàn Thiết giáp số 8, gần như không gặp phải kháng cự, đã tới được Slating bất chấp hệ thống đường sá tồi tệ và thời tiết không thuận lợi. Những ổ đề kháng của Nam Tư đã nhanh chóng bị dọn sạch và sư đoàn tiến về thủ đô qua lối Osijek, nơi mà đường sá thậm chí còn tệ hại hơn.
Tình cảnh của Nam Tư ngày càng trở nên tuyệt vọng có thể thấy từ lời kêu gọi sau đây của tướng Dušan Simović gửi đến các binh lính:
| “ | Tất cả các đội quân phải chiến đấu với kẻ thù ở bất cứ nơi nào gặp phải và bằng mọi phương cách tùy họ áp dụng. Đừng đợi mệnh lệnh trực tiếp của cấp trên mà hãy tự hành động và được chỉ dẫn bởi sự phán đoán, óc sáng kiến và lương tâm của các bạn. | ” |
| — | |   |

Ngày 11 tháng 4, Sư đoàn Thiết giáp số 8 đã tới vùng Osijek, trong khi sư đoàn bộ binh cơ giới số 16 ở phía sau đang tiến qua Našice. Nhiều cây cầu bị giật đổ và đường sá tồi tệ đã làm chậm tốc độ hành quân của cả hai sư đoàn này, trong khi họ có nhiệm vụ tấn công vào sau lưng các lực lượng Nam Tư đối diện với Quân đoàn Thiết giáp 14, và sớm bắt liên lạc với Cụm Thiết giáp số 1.
Lúc 2h30 ngày 12 tháng 4, Sư đoàn Thiết giáp số 8 đã tiến vào Mitrovica sau khi 2 cây cầu trọng yếu bắc qua sông Sava bị đánh chiếm nguyên vẹn. Sư đoàn này tiếp tục tiến về phía Lazarevac, cách Beograd khoảng 20 dặm về phía nam, nơi được chọn là điểm gặp mặt Cụm Thiết giáp số 1.
Chiều ngày 12 tháng 4, Quân đoàn Thiết giáp số 46 đã nhận được mệnh lệnh mới. Theo đó, chỉ những bộ phận thuộc Sư đoàn Thiết giáp số 8 là phải tiếp tục tiến về phía đông để đánh chiếm và giữ vững cầu Sava ở gần ngoại ô phía tây Beograd. Lúc 18h30, bộ phận chính của sư đoàn này đã rẽ sang phía đông và hành quân theo hướng Valjevo để bắt liên lạc với cánh trái của Cụm Thiết giáp số 1 tại tây nam Beograd. Đồng thời, sư đoàn bộ binh cơ giới số 16, vốn đang theo sau Sư đoàn Thiết giáp số 8, cũng quay về phía nam, băng qua sông Sava, và tiến về Zvornik. Như vậy cả hai sư đoàn đều đã rời khỏi mục tiêu ban đầu của mình là Beograd để tham gia cuộc tấn công Sarajevo sau đó.
Trong lúc này, cả tập đoàn quân số 2 và Bộ tư lệnh Lục quân đều đang lo lắng chờ nghe tin Beograd thất thủ. Theo lần báo cáo cuối cùng thì trong 3 lực lượng thiết giáp, có Quân đoàn Thiết giáp 41 là ở gần thủ đô nhất, đã tiến tới Pancevo trên bờ đông sông Donau cách thành phố khoảng 10 dặm về phía đông. Sự kháng cự ở phía nam Beograd đã trở ngại cho Sư đoàn Thiết giáp 11, mũi nhọn của Cụm Thiết giáp số 1, trong việc tiếp cận thủ đô.

### Beograd thất thủ

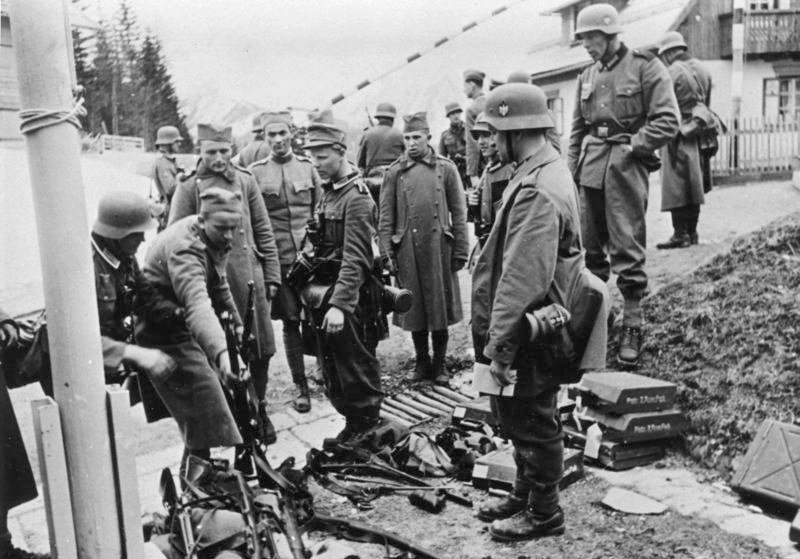
Bộ binh Nam Tư đầu hàng.

Do cả ba lực lượng tấn công riêng rẽ đều đang đồng thời biệt tiến về Beograd, Bộ tư lệnh Lục quân không thể xác định ngay được là lực lượng nào sẽ tiếp cận thủ đô đối phương trước tiên. Cho đến chiều ngày 12 tháng 4, Thượng úy Fritz Klingenberg của sư đoàn SS số 2 "Đế chế", nhận thấy rằng tất cả các cây cầu trên sông Danube đều đã bị phá hủy, nên đã đưa một đội tuần tra SS qua sông trên những chiếc xuồng hơi chiếm được. Đội tuần tra vào trong thành phố không gặp trở ngại gì, và đến 17h00 đã kéo một lá cờ Chữ Vạn lên nóc tòa công sứ Đức. Khoảng 2 tiếng đồng hồ sau, thị trưởng Beograd chính thức trao thành phố cho Klingenberg cùng với một viên đại diện của Bộ Ngoại giao Đức, vốn bị Nam Tư bắt giam trước đó.
Tại Tổng hành dinh của Tập đoàn quân số 2, không có tin tức gì từ Sư đoàn Thiết giáp số 8 kể từ báo cáo cuối cùng rằng họ đã tiếp cận vùng ngoại ô phía tây Beograd vào 24 giờ đồng hồ trước đó. Cuối cùng, lúc 11h52 ngày 13 tháng 4, đã nhận được thông báo qua radio sau đây của các sĩ quan chỉ huy của sư đoàn:
| “ | Trong đêm qua Sư đoàn Thiết giáp số 8 đã tiến vào Belgrade, chiếm đóng khu trung tâm thành phố, và dựng cờ chữ Vạn. | ” |

Tuy nhiên, do có hệ thống liên lạc tốt hơn giữa Tập đoàn quân số 2 và Cụm Thiết giáp số 1, nên bức điện sau đã đến ngay trước thông báo của Sư đoàn Thiết giáp số 8 kịp đến:
| “ | Cụm Thiết giáp von Kleist đã chiếm được Belgrade từ phía nam. Các đội tuần tra của trung đoàn bộ binh cơ giới Đại Đức đã tiến vào thành phố từ phía bắc. Với tướng von Kleist đi đầu, Sư đoàn Thiết giáp số 11 đã tràn vào thủ đô từ lúc 6h32. | ” |

Như vậy là cuộc chạy đua vào Beograd đã kết thúc với kết quả sít sao khi cả ba lực lượng đều tiếp cận mục tiêu gần như cùng một lúc. Sau khi thành phố thất thủ, Cụm Thiết giáp số 1 được chuyển từ tập đoàn quân số 12 sang tập đoàn quân số 2, còn Quân đoàn Thiết giáp 46 được đặt dưới quyền chỉ huy trực tiếp của lực lượng thiết giáp trong giai đoạn tiếp theo của chiến dịch - truy kích và tiêu diệt hoàn toàn bộ phận còn lại của quân đội Nam Tư.

### Các hoạt động của Ý và Hungary

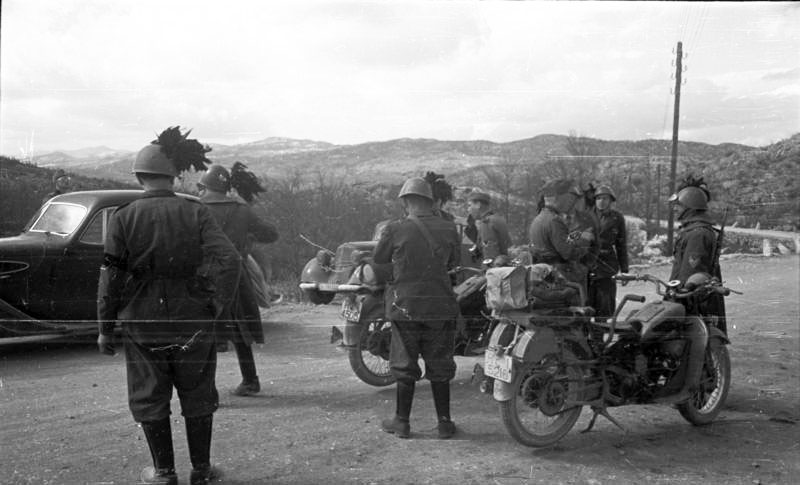
Quân Bersaglieri (xạ thủ) của Ý trong cuộc xâm lược.

Tập đoàn quân số 2 Ý vượt biên giới ngay sau quân Đức, đối đầu với họ là Tập đoàn quân số 7 của Nam Tư. Người Ý chỉ gặp phải những sự kháng cự hạn chế và đã chiếm được một phần Slovenia, Croatia, và bờ biển Dalmatia. Ngoài tập đoàn quân số 2, Ý còn có 4 sư đoàn thuộc tập đoàn quân số 9 tại biên giới Nam Tư - Albania. Các đơn vị này phải phòng thủ trước một cuộc tấn công của Nam Tư tại mặt trận này. Khoảng 300 quân tình nguyện thuộc phong trào Ustaše dưới quyền chỉ huy của Ante Pavelić đi cùng tập đoàn quân số 2 Ý trong chiến dịch; và một số khoảng bằng ấy thành viên Ustaše đi cùng quân Đức và các đồng minh khác trong phe Trục.
Ngày 12 tháng 4, Tập đoàn quân số 3 của Hungary đã vượt biên giới với lực lượng gồm 1 lữ đoàn kỵ binh, 2 lữ đoàn cơ giới và 6 lữ đoàn bộ binh. Tập đoàn quân này phải đối mặt với Tập đoàn quân số 1 của Nam Tư. Cho đến lúc quân Hungary vượt biên giới, người Đức đã tấn công Nam Tư được hơn một tuần lễ. Kết quả là những lực lượng Nam Tư đối đầu với họ kháng cự rất ít, ngoại trừ các đơn vị tại các công sự dọc biên giới, họ đã cầm chân được quân Hungary trong một thời gian, và gây thiệt hại cho đối phương vào khoảng 350 người. Các đơn vị thuộc Tập đoàn quân số 3 Hungary đã tiến vào nam Baranja nằm giữa sông Donau và sông Drava, và chiếm được Bačka thuộc tỉnh Vojvodina. Các lực lượng Hungary chỉ chiếm đóng những vùng lãnh thổ này, vốn là một phần của nước Hungary trước khi có hòa ước Trianon. Để biểu thị sự phản đối của mình với các hành động chiến tranh của Hungary, thủ tướng Pál Teleki đã tự tử.

### Nam Tư tấn công tại Albania do Ý bảo hộ
Theo kế hoạch chiến tranh của Lục quân Hoàng gia Nam Tư, một chiến lược tên gọi R-41 đã được xây dựng, theo đó thì trước cuộc tấn công lớn của phe Trục, họ sẽ tiến hành rút lui trên tất cả các mặt trận ngoại trừ khu vực phía nam. Tại đây, Tập đoàn quân số 3 Nam Tư sẽ phối hợp với Lục quân Hy Lạp mở một cuộc tấn công vào các lực lượng Ý tại Albania. Điều này nhằm chiếm được những không gian cho phép chủ lực Lục quân Nam Tư rút lui về phía nam. Họ sẽ đi qua lãnh thổ Albania để tiếp cận các lực lượng của Hy Lạp và Đồng Minh đóng tại đó. Chiến lược này dựa trên cơ sở tiền đề rằng Lục quân Nam Tư sẽ cùng với quân đội Hy Lạp và Anh lập nên một phiên bản mới của mặt trận Salonika trong chiến tranh thế giới thứ nhất.
Ngày 8 tháng 4, Không quân Hoàng gia Nam Tư vốn đang chịu nhiều áp lực đã phái một phi đội 14 máy bay ném bom hạng nhẹ Breguet 19 tới thành phố Florina ở bắc Hy Lạp nhằm hỗ trợ cho cả quân Nam Tư lẫn Hy Lạp tại mặt trận Macedonia. Phi đội này đã tiến hành nhiều phi vụ ném bom và bắn phá trong quá trình chiến dịch.
Tập đoàn quân số 3 thuộc Cụm Tập đoàn quân số 3 Nam Tư được giao nhiệm vụ tiến hành chiến dịch tấn công quân Ý tại bắc Albania. Để phục vụ cho ý định này, Tập đoàn quân số 3 đã tập trung 4 sư đoàn bộ binh và 1 trung đoàn kết hợp (Odred) tại Montenegro và Kosovo, bao gồm:
- Sư đoàn Bộ binh số 15 "Zetska"
- Sư đoàn Bộ binh số 13 "Hercegovacka"
- Sư đoàn Bộ binh số 31 "Kosovska"
- Sư đoàn Bộ binh số 25 "Vardarska"
- Odred kỵ binh "Komski".

Lực lượng dự bị chiến lược của Cụm Tập đoàn quân số 3 là Sư đoàn Bộ binh số 22 "Ibarska", đóng xung quanh Uroševac thuộc tỉnh Kosovo.
Ngoài ra, còn có chiến dịch tấn công vùng đất Zadar của Ý nằm trên bờ biển Dalmatia được thực hiện bởi Sư đoàn Bộ binh số 12 "Jadranska".
Các bộ phận đầu tiên của Tập đoàn quân số 3 đã mở màn chiến dịch tấn công tại Bắc Albania vào ngày 7 tháng 4 năm 1941, khi Odred Komski phòng thủ tại khu vực các dãy núi Gusinje-Prokletije tiến quân về làng Raja-Puka. Sư đoàn Kosovska vượt biên giới tại khu Prizren thuộc Kosovo và tiến qua thung lũng sông Drin. Sư đoàn Vardarska đã thu được một vài thành công cục bộ tại Debar, trong khi các đơn vị còn lại của tập đoàn quân vẫn còn đang trong quá trình tập hợp.
Ngày hôm sau, 8 tháng 4, sư đoàn Zetska vững tiến dọc theo đường Podgorica–Shkodër. Odred kỵ binh Komski vượt qua được dãy núi Prokletije đầy nguy hiểm và tới làng Koljegcava tại thung lũng sông Valjbone. Về phía nam, sư đoàn Kosovska đã đột phá qua tuyến phòng thủ của Ý tại thung lũng sông Drin, nhưng do Skopje bị thất thủ trước cuộc tấn công của quân Đức, sư đoàn Vardarska đã buộc phải chấm dứt các hoạt động của mình tại Albania.
Ngày 9 tháng 4, quân Nam Tư không phát triển được gì nhiều, vì mặc dù sư đoàn Zetska vẫn tiếp tục tấn công về phía Shkodër và Odred Komski đã tới được sông Drin, nhưng sư đoàn Kosovska đã phải ngừng mọi hoạt động tấn công trên mặt trận Albania trước sự xuất hiện của quân Đức tại Prizren.
Ngày 10 tháng 4, sư đoàn Zetska vẫn vững vàng trên con đường hướng về phía Shkodër và đã tiến sâu được 50 km tại một vài nơi. Cuộc tiến quân này được hỗ trợ bởi máy bay thuộc các Cụm Ném bom số 66 và 81 thuộc Không quân Hoàng gia Nam Tư, họ đã tấn công các sân bay và các đội quân Ý tập trung quanh Shkodër, cũng như tại cảng Durrës.
Odred Komski và đội hình cánh phải của sư đoàn Kosovska tiến dọc theo bờ phải sông Drin hướng về Shkodër nhằm mục đích gặp được sư đoàn Zetska, nhưng các đội hình trung tâm và cánh trái của sư đoàn Kosovska đã buộc phải thiết lập một chu vi phòng thủ để chống giữ trước áp lực ngày càng tăng từ phía quân Đức.
Trong các ngày 11–13 tháng 4 năm 1941, khi các đạo quân Đức và Ý đã tiến đến khu vực sau lưng, sư đoàn Zetska bị Sư đoàn Thiết giáp 131 Centauro của Ý buộc phải rút về sông Pronisat, và ở lại đó cho đến khi chiến dịch kết thúc ngày 16 tháng 4. Sư đoàn Centauro sau đó đã tiến vào căn cứ hạm đội Kotor của Nam Tư tại Montenegro.

### Các cuộc nổi dậy địa phương
Tại các địa phương, tranh chấp nội bộ giữa những người dân Nam Tư đã nổ ra trước cả khi có quân Trục xuất hiện. Người Croatia trong Trung đoàn Bộ binh 108 thuộc Sư đoàn Bộ binh số 40 "Slavonska" đã nổi loạn vào đêm 7–8 tháng 4 ở gần Grubišno Polje, cướp quyền chỉ huy trung đoàn của các sĩ quan người Serbia. Sau đó họ gia nhập với Trung đoàn Bổ trợ số 40 và các thành phần của Trung đoàn Bộ binh số 42 (cũng là từ Sư đoàn "Slavonska" Division). Với việc tình hình trong khu vực xấu đi, tổng hành dinh Tập đoàn quân số 4 Nam Tư được dời từ Bjelovar đến Popovača. Các trung đoàn nổi loạn sau đó đã tiến vào Bjelovar, và thị trưởng thành phố Julije Makanec đã tuyên bố về một Nhà nước Độc lập Croatia vào ngày 8 tháng 4. Vladko Maček và Ivan Šubašić đã gửi thông điệp đến thành phố kêu gọi các trung đoàn này duy trì vị trí, nhưng các quan chức quân sự và dân sự nổi loạn đang chờ đợi quân Đức đến không tuân theo thông điệp này.
Ngày 10 tháng 4, những người ủng hộ phong trào Ustaše và quân Nam Tư đã đụng độ nhau tại Mostar. Phe Ustaše chiếm quyền kiếm soát thành phố. Nhiều máy bay của Không quân Hoàng gia Nam Tư đã bị hư hại và vô hiệu hóa tại sân bay Jasenica gần Mostar, trong đó có nhiều máy bay ném bom Dornier Do-17K và Savoia Marchetti SM-79 K.
Ngày 11 tháng 4, các cơ sở nội hạt của Ustaše đã chiếm quyền ở Čapljina. Họ đã chặn các đội quân Nam Tư đi bằng xe lửa từ Mostar đến Trebinje và tước vũ khí của họ. Một lực lượng dự trữ của Nam Tư từ Bileća được điều đến chiếm lại thị trấn này vào ngày 14 tháng 4, trước khi người Đức đến nơi vài ngày sau đó.

### Các cuộc không chiến
Sau cuộc đảo chính tại Beograd ngày 25 tháng 3 năm 1941, các lực lượng vũ trang Nam Tư đã được đặt vào tình trạng báo động, nhưng lục quân vẫn không được động viên hoàn toàn vì sợ như vậy sẽ làm chọc tức Hitler. Bộ tư lệnh Không quân Hoàng gia Nam Tư (JKRV) đã quyết định phân tán lực lượng của mình từ các căn cứ chính ra hệ thống 50 sân bay phụ trợ đã được chuẩn bị từ trước đó. Tuy nhiên nhiều sân bay trong số này không đủ trang thiết bị và có hệ thống thoát nước không tương xứng nên đã làm ngăn cản các hoạt động tiếp diễn của cả những máy bay nhẹ nhất trong điều kiện thời tiết bất lợi vào tháng 4 năm 1941.
Mặc dù có (phần nào trên giấy tờ) một lực lượng mạnh hơn đáng kể các máy bay tương đối hiện đại so với lực lượng không quân hỗn hợp của Anh và Hy Lạp ở phía nam, nhưng JKRV đơn giản là không thể đối chọi lại được với ưu thế áp đảo của Luftwaffe và Regia Aeronautica (Không quân Hoàng gia Ý) cả về số lượng, sự triển khai chiến thuật và kinh nghiệm chiến đấu. Do đó, cuộc đấu tranh trong vòng 11 ngày của JKRV không thể gọi là không phi thường.
Các lực lượng ném bom và hàng hải đã tiến đánh những mục tiêu tại Ý, Đức (phần lãnh thổ Áo), Hungary, Romania, Bulgaria, Albania và Hy Lạp, cũng như tấn công vào các đội quân của Đức, Ý và Hungary. Trong khi đó thì các phi đội máy bay tiêm kích không gây được thiệt hại gì đáng kể cho các cuộc ném bom có hộ tống của "Luftwaffe" tại Beograd và Serbia, cũng như với các cuộc tấn công của "Regia Aeronautica" ở Dalmatia, Bosnia, Herzegovina và Montenegro. JKRV cũng hỗ trợ trực tiếp cho lục quân Nam Tư đang chịu nhiều áp lực bằng cách oanh tạc vào đội quân tấn công và các đội hình cơ giới tại Croatia, Bosnia và Serbia (đôi khi các máy bay cất cánh bay đến lia đạn vào quân địch đang tấn công căn cứ vừa mới di tản).
Không có gì là bất ngờ khi sau những tổn thất tổng hợp trong các cuộc không chiến, thiệt hại trên bộ trong những cuộc không kích của địch vào các căn cứ và sự tàn phá các sân bay do quân bộ đối phương gây ra sau 11 ngày, thì JKRV đã gần như không còn tồn tại. Tuy nhiên, cần phải chú ý rằng từ ngày 6 đến 17 tháng 4 năm 1941, JKRV đã tiếp nhận thêm 8 chiếc Hawker Hurricane I, 6 chiếc Dornier Do-17K, 4 chiếc Bristol Blenheim I, 2 chiếc Ikarus IK-2, 1 chiếc Rogožarski IK-3 và 1 chiếc Messerschmitt Bf 109 từ các nhà máy và phân xưởng sản xuất máy bay trong ngành công nghiệp hàng không địa phương.
Lực lượng máy bay ném bom Dornier của JKRV là một ví dụ minh họa. Vào đầu cuộc chiến, Không quân Hoàng gia Nam Tư được trang bị khoảng 60 chiếc Dornier Do 17K do Đức thiết kế, được Nam Tư mua vào mùa thu năm 1938, cùng với một giấy phép sản xuất. Đơn vị điều hành duy nhất là trung đoàn ném bom số 3 (3 vazduhoplovni puk) gồm 2 cụm máy bay ném bom; Cụm Ném bom số 63 đóng tại sân bay Petrovec gần Skopje và Cụm Ném bom số 64 đóng tại sân bay Milesevo gần Priština. Các sân bay phụ trợ khác cũng được chuẩn bị để hỗ trợ công tác phân tán. Trong hai ngày 14 và 15 tháng 4, 7 chiếc Do 17K còn lại đã bay đến sân bay Nikšić tại Montenegro và tham gia sơ tán Quốc vương Petar II cùng các thành viên chính phủ Nam Tư đến Hy Lạp. Trong hoạt động này, nguồn vàng dự trữ của Nam Tư cũng được chuyển đến Hy Lạp bằng 7 chiếc Do 17, cùng những chiếc Savoia-Marchetti SM.79K và Lockheed Model 10 Electra của hãng hàng không Aeroput, nhưng sau khi hoàn thành nhiệm vụ này, 5 chiếc Do 17K đã bị tiêu diệt trên mặt đất khi máy bay Ý tấn công sân bay Paramitia do người Hy Lạp chiếm cứ. Chỉ có 2 chiếc Do 17K thoát chết tại Hy Lạp và sau đó đã gia nhập Không quân Hoàng gia Anh (RAF) tại Vương quốc Ai Cập. Trong quá trình chiến đấu, Nhà máy Máy bay Quốc gia của Nam Tư tại Kraljevo đã cố gắng để sản xuất thêm được 6 máy bay loại này. Trong 3 chiếc cuối, thì 2 được điều động cho JKRV ngày 10 tháng 4 và chiếc còn lại vào ngày 12 tháng 4 năm 1941.
Ngày 6 tháng 4, các máy bay ném bom bổ nhào và tiêm kích tấn công mặt đất của Luftwaffe đã tiêu diệt 26 máy bay Dornier của Nam Tư ngay trong cuộc công kích đầu tiên vào các sân bay, nhưng những máy bay còn lại đã đánh trả có hiệu quả bằng nhiều cuộc tấn công vào các đội hình cơ giới của Đức và vào các sân bay tại Bulgaria. Đến cuối chiến dịch tổng thiệt hại của Nam Tư là 4 máy bay bị phá hủy trên không và 45 chiếc trên mặt đất.
Vào lúc 16h00 ngày 15 tháng 4, tổng tư lệnh Tập đoàn quân Không quân số 4 Đức, Thượng tướng Alexander Löhr đã nhận được lệnh của Hermann Göring là phải giảm bớt các cuộc không kích và chuyển phần lớn lực lượng ném bom bổ nhào sang hỗ trợ cho chiến dịch tại Hy Lạp.
Tổng cộng đã có 18 máy bay ném bom, vận tải và tuần tra hàng hải của Nam Tư (trong đó có 2 chiếc Dornier Do 17K, 4 chiếc Savoia Marchetti SM-79K, 3 chiếc Lockheed Model 10 Electra của hãng Aeroput, 8 chiếc Dornier Do-22K và 1 chiếc Rogozarski SIM-XIV-H) đã trốn thoát được sang căn cứ của Đồng Minh tại Ai Cập vào cuối chiến dịch.

### Các hoạt động hải quân

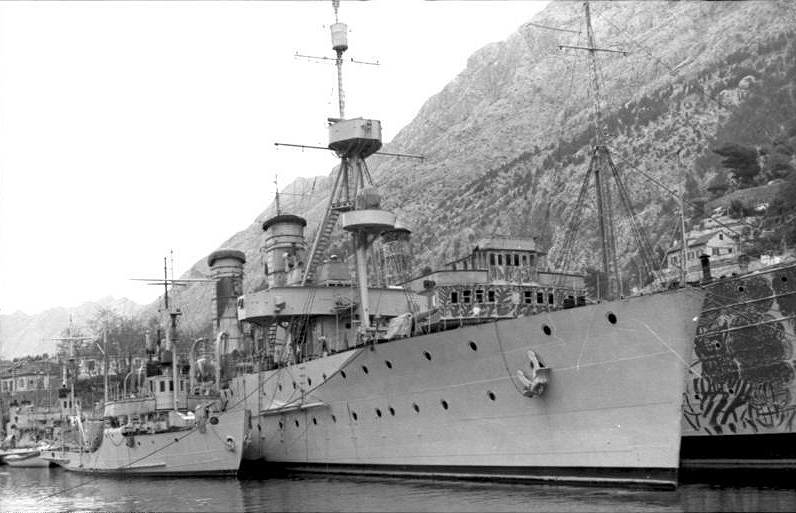
Tàu của Nam Tư bị Ý bắt giữ trong tháng 4 năm 1941. Lần lượt từ trái qua: tàu rải mìn lớp Malinska, tuần dương hạm hạng nhẹ Dalmacija và tàu hỗ trợ tàu ngầm Hvar.

Vào thời điểm Đức và Ý tấn công Nam Tư ngày 6 tháng 4 năm 1941, Hải quân Hoàng gia Nam Tư hiện đang có 3 khu trục hạm, 2 tàu ngầm và 10 tàu phóng ngư lôi có động cơ, đây là những đơn vị hiệu quả nhất của hạm đội. Một khu trục hạm khác, chiếc "Ljubljana" đang được sửa chữa trong thời gian cuộc chiến và đã được sử dụng cùng với những khẩu pháo phòng không của nó để phòng thủ căn cứ hạm đội tại Kotor. Phần còn lại của hạm đội chỉ được sử dụng trong việc phòng thủ bờ biển, hoạt động hộ tống tại địa phương và công tác tuần tra.
Kotor nằm gần biên giới Albania và mặt trận Hy Lạp-Ý tại đó, nhưng Zadar, một lãnh thổ biệt lập của Ý, nằm ở phía tây bắc bờ biển đã gây khó khăn cho việc thiết lập một đầu cầu. Khu trục hạm " Beograd", cùng với 4 tàu phóng ngư lôi cũ và 6 tàu phóng ngư lôi có động cơ đã được điều đến Šibenik, cách Zadar 80 km về phía nam, để chuẩn bị một cuộc tấn công. Cuộc tấn công này được phối hợp với sư đoàn bộ binh số 12 "Jadranska" và 2 Odred của Lục quân Hoàng gia Nam Tư tiến đánh từ khu vực Benkovac, với sự hỗ trợ của không quân thuộc Cụm Ném bom số 81 thuộc Không quân Hoàng gia Nam Tư. Các lực lượng Nam Tư mở màn cuộc tấn công ngày 9 tháng 4, nhưng đến 13 tháng 4 quân Ý đã tiến hành phản công và tiến vào Benkovac ngày 14 tháng 4. Mũi nhọn tấn công của hải quân trong chiến dịch này đã bị bẻ gãy khi tàu "Beograd" bị máy bay Ý đánh trọng thương ngoài khơi Šibenik làm động cơ bên phải của nó ngừng hoạt động, sau đó nó ỳ ạch chạy về Kotor để sửa chữa với sự hộ tống của các lực lượng còn lại.
Các tàu bay có phao phụ trách công tác tuần tra hàng hải của Không quân Hoàng gia Nam Tư đã thực hiện các chuyến bay trinh sát và cả nhiệm vụ tấn công trong chiến dịch này, đồng thời yểm trợ trên không cho các hoạt động thả mìn ngoài khơi Zadar. Họ thu được một vài thành công với một tàu chở dầu của Ý bị thương nặng trên bờ biển Ý gần Bari, các cuộc tấn công vào cảng Durrës của Albania, cũng như đánh vào các đoàn vận tải tái cung cấp của Ý đến Albania. Ngày 9 tháng 4, đáng chú ý có một chiếc Dornier Do 22K đã làm rối loạn một đoàn vận tải 12 tàu hơi nước của Ý và đội hộ tống gồm 8 khu trục hạm đang vượt biển Adriatic trong ngày hôm đó, khi một mình đơn độc tấn công trước hỏa lực phòng không dữ dội của địch.
Hải quân Hoàng gia Nam Tư còn có 4 tuần giang hạm bọc thép cỡ lớn được trang bị vũ khí hạng nặng trong lực lượng đường sông của mình. Chúng được sử dụng để tuần tra các sông Donau, Drava và Sava ở miền bắc Nam Tư và biên giới với Hungary. Các tuần giang hạm này, Drava, Sava, Morava và Vardar được chuyển giao từ hải quân Áo khi kết thúc chiến tranh thế giới thứ nhất. Tất cả đều có tải trọng khoảng 400-500 tấn với trang bị chủ yếu là 2 khẩu pháo 120 li, 2 đến 3 khẩu 66 li, súng cối 120 li, pháo phòng không 40 li và súng máy. Vào lúc bắt đầu chiến dịch họ đã tiến hành các hoạt động tấn công bằng cách pháo kích sân bay tại Mohács thuộc Hungary ngày 6 tháng 4 và 8 tháng 4, nhưng đã phải bắt đầu rút lui về Novi Sad ngày 11 tháng 4 sau khi gặp phải đòn tấn công liên tiếp của máy bay ném bom bổ nhào Đức.
Sáng sớm ngày 12 tháng 4, một phi đội ném bom bổ nhào Junkers Ju 87 của Đức đã tấn công các tuần giang hạm Nam Tư trên sông Donau. Chiếc "Drava" do Aleksandar Berić chỉ huy đã bị đánh trúng nhiều lần nhưng vẫn trụ vững nhờ lớp giáp sàn dày 300 li của tàu, cho đến khi một quả bom tình cờ rơi thẳng vào ống khói, giết chết 54 người trong số 67 thành viên thủy thủ đoàn. Trong cuộc tấn công này các pháo thủ phòng không trên tàu tuyên bố rằng có 3 máy bay ném bom bổ nhào bị bắn hạ. 3 tuần giang hạm còn lại sau đó đã bị các thủy thủ cho tự đánh đắm ngày 12 tháng 4 khi các lực lượng Đức và Hungary kiểm soát được các căn cứ và hệ thống sông ngòi nơi chúng hoạt động.

## Thương vong

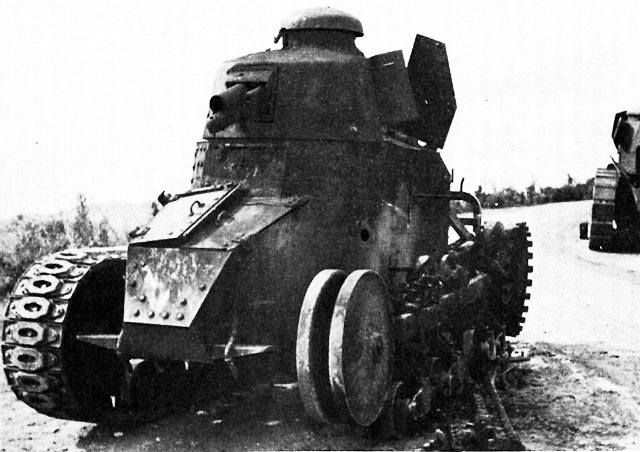
Một chiếc xe tăng Renault FT-17 hoặc NC-27 của Nam Tư bị phá hủy

Thiệt hại mà các lực lượng tấn công của Đức phải chịu trong chiến dịch này thấp đến bất ngờ. Trong 12 ngày chiến đấu tổng số thương vong là 558 người: 151 chết, 392 bị thương và 15 mất tích. Như trong cuộc tiến quân của Quân đoàn Thiết giáp số 41 vào Beograd, sĩ quan duy nhất tử trận là nạn nhân của một viên đạn do thường dân bắn tỉa. Luftwaffe mất xấp xỉ 60 máy bay bị bắn hạ trên bầu trời Nam Tư, với ít nhất 70 phi hành đoàn thiệt mạng. Lục quân Ý đã phải chịu thiệt hại nặng tại miền bắc Albania do chiến dịch tấn công của Nam Tư tại đây, trong đó không quân Ý bị thiệt xấp xỉ 10 máy bay bị bắn rơi và 22 chiếc khác bị thương. Lục quân Hungary bị thương vong khoảng 350 người (120 chết, 223 bị thương và 13 mất tích) do các cuộc pháo kích của thủy quân Nam Tư bố trí tại vùng biên giới và trong cuộc tấn công lực lượng biên phòng Nam Tư ở Vojvodina, với một số lính dù tương đương 1/4 tiểu đoàn Hungary gặp tai nạn khi một máy bay vận tải chở theo 30 lính bị rơi ngày 12 tháng 4. Người Hungary còn mất 5 máy bay tiêm kích Fiat và một máy bay trinh sát Weiss WM-21 Sólyom trong cuộc chiến.
Quân Đức bắt được từ 254.000 đến 345.000 tù binh Nam Tư, trong đó bao gồm một số lượng đáng kể người thuộc dân tộc Croatia, Đức và Hungary bị ép đi lính cho Lục quân Nam Tư và họ đã nhanh chóng được phóng thích sau khi sàng lọc, ngoài ra quân Ý cũng bắt được thêm 30.000 tù binh nữa.
Khoảng 1.000 lục quân và hàng trăm nhân viên thuộc Không quân Hoàng gia Nam Tư (trong đó có một đơn vị phân xưởng cơ động với 6 xe cộ) đã trốn thoát qua Hy Lạp để đến Ai Cập.
Trong cuộc chiến đấu ngắn ngủi của mình, Không quân Hoàng gia Nam Tư đã mất 49 máy bay do lực lượng tiêm kích và phòng không của phe Trục, với nhiều hư hỏng không thể sửa chữa. Ngoài ra còn có 27 phi công tiêm kích và 76 phi hành đoàn ném bom thiệt mạng. Thêm 85 máy bay bị phá hủy trên mặt đất do bị không kích, cùng với nhiều chiếc khác bị tiêu diệt hoặc vô hiệu hóa do chính phi hành đoàn của mình, hay bị rơi trong quá trình chiến đấu hoặc di tản.
Bất chấp những thiệt hại này, hơn 70 máy bay Nam Tư đã trốn thoát được sang lãnh thổ của Đồng Minh, chủ yếu là Hy Lạp, riêng 8 máy bay ném bom Dornier và Savoia Marchetti đã chạy sang Liên Xô và có 4 chiếc được an toàn. Hàng chục máy bay trốn thoát được đã bị phá hủy trong một cuộc oanh kích dữ dội của không quân Ý vào sân bay Paramitia tại Hy Lạp, chỉ còn lại 9 máy bay ném bom và vận tải sang được đến Ai Cập. Hơn 300 máy bay tác chiến, phụ trợ và huấn luyện đã bị chiếm giữ và chuyển giao cho lực lượng Không quân Nhà nước Độc lập Croatia mới thành lập, Phần Lan, Romania và Bulgaria.
Quân Ý đã chiếm giữ phần lớn Hải quân Nam Tư (1 trong 4 khu trục hạm, chiếc "Ljubljana", được sử dụng trong chiến dịch khi còn đang sửa chữa). Tuy nhiên, có 1 khu trục hạm khác, chiếc "Zagreb", đã bị 2 sĩ quan của nó tự đánh chìm tại Kotor để ngăn không cho tàu rơi vào tay địch, và 1 tàu ngầm do Anh sản xuất cùng 2 tàu phóng ngư lôi có động cơ đã trốn thoát được sang Alexandria thuộc Ai Cập để tiếp tục phục vụ phe Đồng Minh. Cũng cần chú ý rằng chiếc khu trục hạm thứ tư bị chiếm khi còn đang trong quá trình sản xuất tại xưởng tàu Kotor là chiếc "Split", nhưng Regia Marina đã không thể đóng xong nó trước hiệp định đình chiến năm 1943. Rốt cục nó cũng được trả lại cho Nam Tư sau chiến tranh và được hoàn tất với cái tên ban đầu của mình. Có 10 tàu bay tuần tra hàng hải của hải quân Nam Tư đã trốn thoát sang Hy Lạp, và 9 chiếc được đưa sang Ai Cập, tại đó chúng lập thành một phi đội dưới sự chỉ huy của RAF.

## Nam Tư đầu hàng và hậu quả

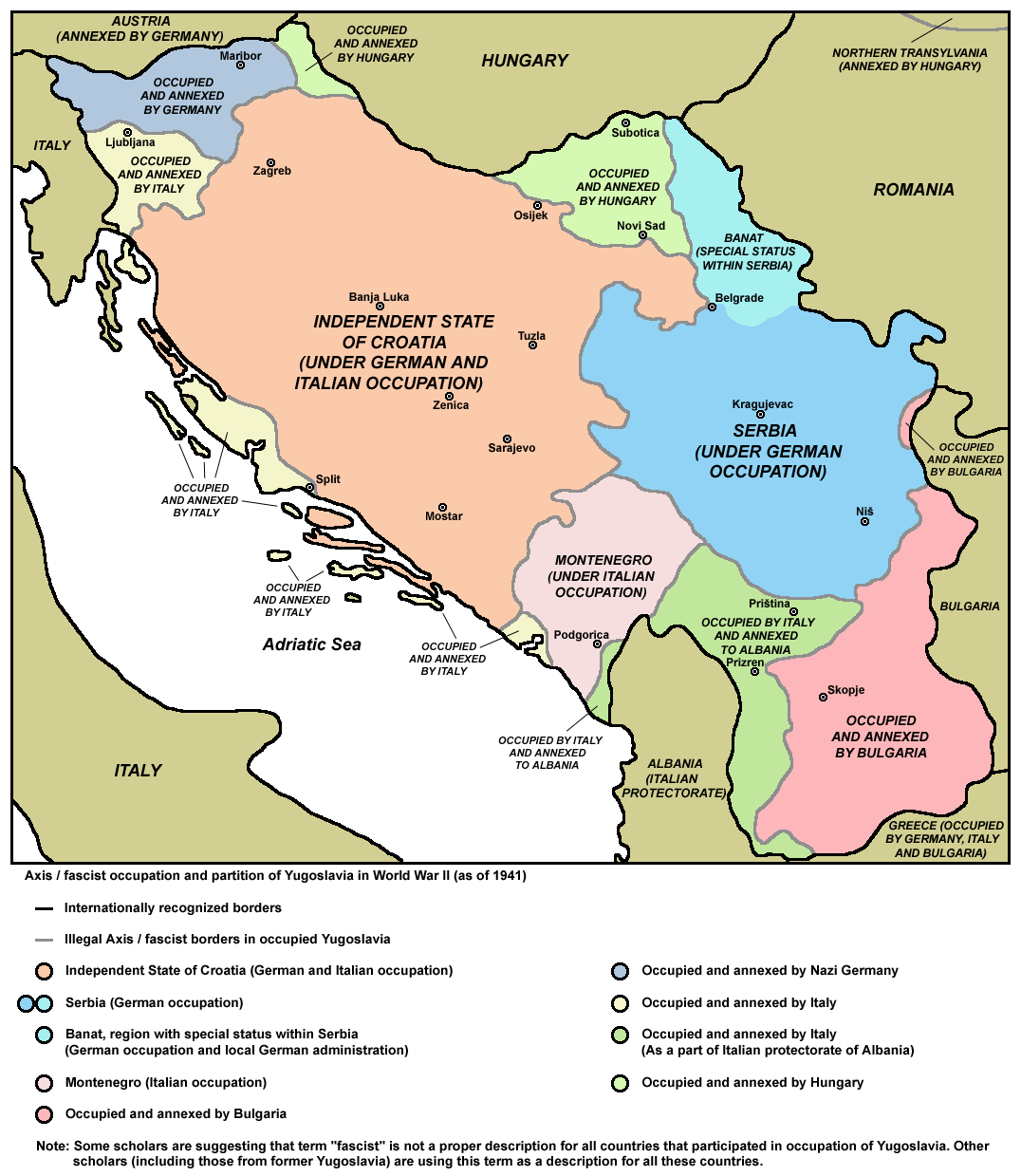
Bản đồ phân chia lãnh thổ Nam Tư giữa các nước phe Trục

Chiến thắng của phe Trục là rất chóng vánh. Ngay từ ngày 14 thang 4, bộ chỉ huy tối cao Nam Tư đã quyết định tìm cách đình chiến và cho phép các tư lệnh tập đoàn quân, cụm tập đoàn quân được tiến hành đàm phán ngừng bắn cục bộ. Trong ngày hôm đó, tư lệnh các Tập đoàn quân số 2 và số 5 đã hỏi ý quân Đức về các điều khoản đình chiến, nhưng bị từ chối. Họ được thông báo rằng chỉ có đầu hàng vô điều kiện mới tạo được cơ sở cho việc đàm phán. Tối hôm đó, bộ chỉ huy tối cao cử một phái viên đến tổng hành dinh của Cụm Thiết giáp Kleist để xin đình chiến, và để đáp lại, tướng von Kleist đã phái tư lệnh Tập đoàn quân số 2 là tướng von Weichs đến Beograd để thương thảo các điều khoản. Ông ta đã tới nơi vào chiều ngày 15 tháng 4 và đưa ra một hiệp định đình chiến dựa trên cơ sở đầu hàng vô điều kiện.
Ngày 16 tháng 4, một đại biểu Nam Tư đã đến Beograd, nhưng vì không có thẩm quyền ký kết các văn bản nên ông được giao cho một dự thảo hiệp định và một máy bay đặt theo ý riêng để làm đại diện ủy quyền của chính phủ. Cuối cùng, vào ngày 17 tháng 4 năm 1941, chỉ sau 11 ngày chiến đấu, Bộ trưởng Ngoại giao trước cuộc đảo chính là Aleksandar Cincar-Marković cùng Đại tướng Milojko Janković đã ký hiệp định đình chiến và đầu hàng vô điều kiện cho toàn bộ các đội quân của Nam Tư, bắt đầu có hiệu lực vào buổi trưa ngày hôm sau (18 tháng 4). Trong lễ ký kết, người Hungary và Bulgaria có đại diện là các sĩ quan liên lạc, nhưng họ không ký vào văn bản do đất nước họ không có chiến tranh với Nam Tư. Đại diện của Ý là Đại tá Luigi Buonofati đã ký sau khi lưu ý rằng "những điều khoản tương tự cũng có giá trị đối với quân đội Ý".
Cố gắng phòng thủ trên toàn tuyến biên giới của quân đội Nam Tư đã thất bại ngay từ đầu. Sau khi đầu hàng, Nam Tư bị chia sẻ giữa các nước Đức, Hungary, Ý và Bulgaria. Phần lớn Serbia bị Đức chiếm đóng. Thủ lĩnh phát xít Croatia Ante Pavelić được Ý ủng hộ đã tuyên bố thành lập một Nhà nước Độc lập Croatia trước cả khi cuộc xâm lăng kết thúc.
Bắt đầu từ cuộc khởi nghĩa tại Serbia vào tháng 7 năm 1941, cuộc kháng chiến liên tục nhằm chống lại các đội quân chiếm đóng tại Nam Tư đã nổ ra, chủ yếu do Du kích Nam Tư và thấp hơn là người Chetnik thực hiện, cho đến khi chiến tranh kết thúc.

### Sách
- Ciglić, Boris; Savić, Dragan (2007). Dornier Do 17, The Yugoslav Story: Operational Record 1937–1947. Belgrade: Jeroplan. ISBN 978-86-909727-0-8.
- Loi, Salvatore (1978). Le operazioni delle unità italiane in Jugoslavia (1941–1943): narrazione, documenti [The operations of Italian units in Yugoslavia (1941–1943): narrative, documents] (bằng tiếng Ý). Roma, Italy: Ministero della difesa (Ministry of Defence). OCLC 9194926.
- Savić, Dragan; Ciglić, Boris (2002). Croatian Aces of World War 2. London: Osprey Publishing. ISBN 1-84176-435-3.
- Chesneau, biên tập (1980). Conway's All the world's fighting ships, 1922–1946. Luân Đôn, Anh: Conway Maritime Press. ISBN 978-0-85177-146-5. {{Chú thích sách}}: |first= thiếu |last= (trợ giúp)
- Geschichte des Zweiten Weltkrieges Vol. 3, A. A. Gretschko, Berlin: Militärverlag der Deutschen Demokratischen Republik, 1977.
- Goss, Chris (2005). Dornier 17: In Focus. Surrey, UK: Red Kite/Air Research. ISBN 0-9546201-4-3.
- Joseph, Frank (2011). The Axis Air Forces: Flying in Support of the German Luftwaffe. Santa Barbara, California: ABC-CLIO. ISBN 978-0-313-39590-1.
- Klajn, Lajco (2007). The Past in Present Times: The Yugoslav Saga. University Press of America. ISBN 0-7618-3647-0.
- Niehorster, Leo W.G. The Royal Hungarian Army, 1920–1945, Europa Books Bayside New York 1998 ISBN 978-1-891227-19-6
- Pavlowitch, Stevan K. (2007). Hitler's New Disorder: The Second World War in Yugoslavia. New York: Columbia University Press. ISBN 978-1-85065-895-5.
- Redžić, Enver (2005). Bosnia and Herzegovina in the Second World War. Abingdon: Frank Cass. ISBN 0-7146-5625-9.
- Shaw, Les (1973). Trial by Slander: A background to the Independent State of Croatia, and an account of the Anti-Croatian Campaign in Australia. Canberra: Harp Books. ISBN 0-909432-00-7.
- Shirer, William L. (2002). The Rise and Fall of the Third Reich: A History of Nazi Germany. London: Random House. ISBN 978-0-09-942176-4.
- Shores, Christopher F.; Cull, Brian; Malizia, Nicola (1987). Air War for Yugoslavia, Greece, and Crete, 1940–41. London: Grub Street. ISBN 978-0-948817-07-6.
- The Times Atlas of the Second World War, John Keegan (ed.), New York: Harper and Row, 1989.
- Thomas, Nigel; Mikulan, Krunoslav (1995). Axis Forces in Yugoslavia 1941–45. New York: Osprey Publishing. ISBN 1-85532-473-3.[liên kết hỏng]
- Thomas, Nigel; Szabo, Laszlo (2008). The Royal Hungarian Army in World War II. Oxford, United Kingdom: Osprey Publishing. ISBN 978-1-84603-324-7.[liên kết hỏng]
- Tomasevich, Jozo (1969), "Yugoslavia during the Second World War", trong Vucinich, Wayne S. (biên tập), Contemporary Yugoslavia: Twenty Years of Socialist Experiment, Berkeley: University of California Press, tr. 59–118, ISBN 978–05–200153–6–4 {{Chú thích}}: Kiểm tra giá trị |isbn=: ký tự không hợp lệ (trợ giúp)
- Tomasevich, Jozo (1975). War and Revolution in Yugoslavia, 1941–1945: The Chetniks. Stanford: Stanford University Press. ISBN 978-0-8047-0857-9.
- Tomasevich, Jozo (2001). War and Revolution in Yugoslavia, 1941–1945: Occupation and Collaboration. Quyển 2. San Francisco: Stanford University Press. ISBN 0-8047-3615-4.
- Trevor-Roper, Hugh (1964). Hitler's War Directives: 1939–1945. Viborg: Norhaven Paperback. ISBN 1-84341-014-1.
- U.S. Army (1986) [1953]. The German Campaigns in the Balkans (Spring 1941). Washington, D.C.: United States Army Center of Military History. OCLC 16940402. CMH Pub 104-4. Bản gốc lưu trữ ngày 19 tháng 6 năm 2009. Truy cập ngày 30 tháng 8 năm 2010.
- Weal, John A. (1998). Junkers Ju 87: Stukageschwader of North Africa and the Mediterranean. Luân Đôn: Osprey. ISBN 978-1-85532-722-1. Bản gốc lưu trữ ngày 3 tháng 12 năm 2013. Truy cập ngày 1 tháng 12 năm 2013.
- Whitely, M.J., Destroyers of World War Two: An International Encyclopedia, US Naval Institute Press, 2001. ISBN 978-0-87021-326-7

### Tạp chí
- Dizdar, Zdravko (2007). "Bjelovarski ustanak od 7. do 10. travnja 1941". Časopis za suvremenu povijest (bằng tiếng Croatia). Quyển 3. Hrvatski institut za povijest. tr. 581–609.
- Dedijer, Vladimir (1956). "Sur l'armistice « germano-yougoslave » (7 avril 1941) (Peut-on dire qu'il y eut réellement un armistice?)". Revue d'histoire de la Deuxième Guerre mondiale. Quyển 6 số 23. tr. 1–10.
- Fatutta, F.; Covelli, L. (1975). "1941: Attack on Yugoslavia". The International Magazine of Armies and Weapons. Quyển 4 số 15–17. Lugano, Switzerland.
- Mirošević, Franko (2011). "Dubrovnik i dubrovački kotar od Banovine Hrvatske do talijanske reokupacije (od rujna 1939. do rujna 1941.)". Radovi Zavoda za povijesne znanosti HAZU u Zadru (bằng tiếng Croatia). Quyển 53. tr. 243–279.
- Životić, Aleksandar (2011). "The Chetnik units of the Yugoslav Army in April War 1941". Istorija 20. veka (bằng tiếng Serbia). Quyển 29. tr. 39–47.

### Báo
- Barefield, Michael R. (tháng 5 năm 1993). "Overwhelming Force, Indecisive Victory: The German Invasion of Yugoslavia, 1941". Fort Leavenworth, Kansas: School of Advanced Military Studies, United States Army Command and General Staff College. Bản gốc lưu trữ ngày 8 tháng 4 năm 2013. Truy cập ngày 1 tháng 12 năm 2013. {{Chú thích tạp chí}}: Chú thích magazine cần |magazine= (trợ giúp)Quản lý CS1: ngày tháng và năm (liên kết)
- Jovanovich, Leo M. (1994). "The War in the Balkans in 1941". East European Quarterly. Quyển 28 số 1. tr. 105–29.
- Krzak, Andrzej (2006). "Operation "Marita": The Attack Against Yugoslavia in 1941". The Journal of Slavic Military Studies. Quyển 19 số 3. tr. 543–600.
- Lennox, Dyer T. (tháng 5 năm 1997). "Operational Analysis: German operations against Yugoslavia 1941". Newport, Rhode Island: Joint Military Operations Department, Naval War College. {{Chú thích tạp chí}}: Chú thích magazine cần |magazine= (trợ giúp)Quản lý CS1: ngày tháng và năm (liên kết)
- Pavlowitch, Stevan K. (1982). "How Many Non-Serbian Generals in 1941?". East European Quarterly. Quyển 16 số 4. tr. 447–52.
- Zajac, Daniel L. (tháng 5 năm 1993). "The German Invasion of Yugoslavia: Insights For Crisis Action Planning And Operational Art in A Combined Environment". Fort Leavenworth, Kansas: School of Advanced Military Studies, United States Army Command and General Staff College. {{Chú thích tạp chí}}: Chú thích magazine cần |magazine= (trợ giúp)Quản lý CS1: ngày tháng và năm (liên kết)